# Campagna italiana di Suvorov
La campagna italiana di Suvorov si svolse nel Nord Italia tra l'aprile e il settembre 1799 e vide in lotta l'esercito russo-austriaco guidato dal feldmaresciallo russo Aleksandr Vasil'evič Suvorov contro le truppe rivoluzionarie francesi. La campagna s'inserisce nel contesto della guerra della seconda coalizione e si concluse con la temporanea vittoria dei coalizzati e la caduta delle repubbliche sorelle filo-francesi.
A seguito dell'invasione nel 1798 della Svizzera, la Russia, alleata degli austriaci, inviò un esercito per liberare i territori elvetici occupati dai francesi che dal paese controllavano i passi alpini per l'Italia e minacciavano direttamente l'impero asburgico. Gli alleati insistettero perché le truppe austro-russe venissero guidate dal feldmaresciallo Suvorov, che però in patria era caduto in disgrazia per aver criticato lo zar Paolo I; questi decise quindi di riabilitarlo e lo inviò con 20 000 uomini in Italia, dove gli austriaci lo nominarono feldmaresciallo del Sacro Romano Impero.
La partecipazione del generale Suvorov fu determinante: i russi uscirono vincitori nelle battaglie decisive, sconfiggendo e costringendo due armate francesi a ritirarsi sui rilievi intorno a Genova, e facendo crollare il predominio della Francia in Italia. Con il suo esercito austro-russo di oltre 70 000 uomini, in netta superiorità numerica di fronte ai circa 27/28 000 francesi inizialmente disponibili, Suvorov obbligò dapprima il generale Jean Victor Marie Moreau ad abbandonare la difesa dell'Adda e ripiegare verso ovest; i francesi evacuarono il milanese e concentrarono i resti delle loro forze ad Alessandria, mentre gli austro-russi invasero la Repubblica Cisalpina ed entrarono a Milano il 29 aprile. Nel frattempo si stava avvicinando da sud l'armata francese di Napoli guidata dal generale Macdonald, per cercare di ricongiungersi al generale Moreau; Suvorov riuscì a sbarrargli il cammino nella battaglia della Trebbia (17-19 giugno 1799), costringendolo a ritirarsi lungo la costa e a raggiungere Genova, dove ben presto confluirono anche le forze del generale Moreau che, appresa la sconfitta di Macdonald, aveva ripiegato a sua volta.
Occupata anche Torino e sconfitta l'ultima armata francese nella successiva battaglia di Novi, Suvorov rimase a un certo punto padrone della situazione in Italia settentrionale e deciso addirittura a marciare verso la Francia, ma le divisioni e le rivalità delle potenze coalizzate avrebbero ben presto favorito una ripresa delle armate rivoluzionarie: per timore che l'influenza russa in Italia diventasse eccessiva, gli alleati, facendo anche leva sulle ambizioni di Paolo I di presentarsi come liberatore della Svizzera, ottennero che le truppe zariste interrompessero le loro operazioni e venissero rischierate nella Confederazione, lasciando l'iniziativa nella penisola agli austriaci. A Suvorov fu ordinato quindi di marciare verso nord, attraverso il passo del San Gottardo per incontrarsi con l'altro corpo di truppe russe appena condotto sulla Limmat dal generale Aleksandr Michajlovič Rimskij-Korsakov e quindi affrontare l'armata del generale Andrea Massena.

## I prodromi politici e militari della campagna

### Il contesto storico

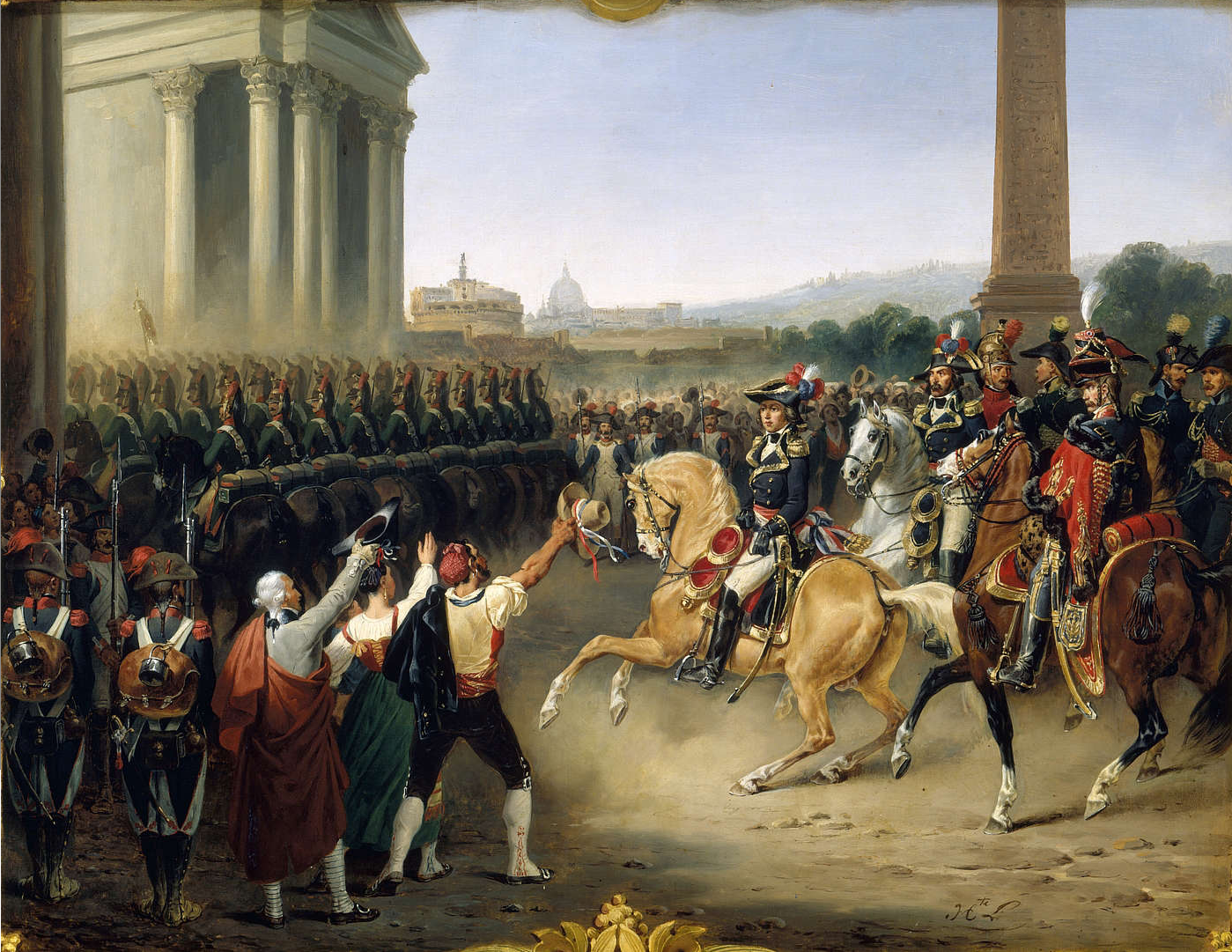
Il generale Louis Alexandre Berthier entra a Roma con le truppe dell'Armata d'Italia l'11 febbraio 1798

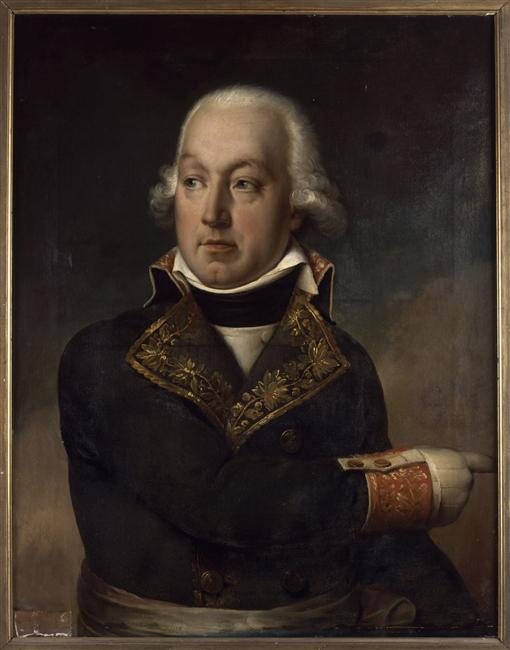
Il generale Schérer

Dopo le sorprendenti vittorie del generale Napoleone Bonaparte in Italia nel 1796-1797 l'Impero d'Austria era stato costretto a concludere il trattato di Campoformio, a seguito del quale la Francia rivoluzionaria dominava con i suoi rappresentanti le nuove repubbliche sorelle e poteva inoltre dirigere le sue nuove ambizioni verso la Svizzera, lo Stato Pontificio e il Regno di Napoli, mirando a sottoporre alla propria influenza tutta la penisola italiana. All'inizio del 1798 il generale Louis Alexandre Berthier occupò Roma e il 15 febbraio fu proclamata la Repubblica romana, mentre il Papa veniva fatto prigioniero e trasferito a Siena; in capo ad un altro anno, il 23 gennaio 1799, fu proclamata la Repubblica Napoletana; in un primo momento il Regno di Sardegna venne risparmiato e il Direttorio si limitò a insediare il 27 giugno 1798 una guarnigione francese nella cittadella di Torino, ma infine fu colto il pretesto della guerra a Napoli per dichiararla anche al re di Sardegna, considerato connivente con i nemici della Repubblica: il regno fu occupato dalle truppe francesi e il sovrano Carlo Emanuele IV di Savoia fuggì in Sardegna. Senza dare spazio a correnti indipendentiste, lo stesso Direttorio fece votare nel febbraio 1799 una petizione popolare a favore dell'annessione del Piemonte alla Francia.
La Gran Bretagna, l'Austria e la Russia, preoccupate dall'espansionismo francese, si unirono quindi nella seconda coalizione; i britannici finanziarono con ingenti capitali gli eserciti russi e austriaci, ma la mancanza di effettiva coesione tra le grandi potenze e i persistenti conflitti legati ai divergenti obiettivi di guerra indebolirono fin dall'inizio la solidità di questa alleanza. Il cancelliere austriaco Giovanni Amadeo Francesco di Paola Thugut non concluse alcun accordo preciso con gli alleati, tuttavia iniziò vasti preparativi bellici e autorizzò le truppe russe ad attraversare il territorio austriaco: questo evento innescò la reazione del Direttorio, il quale decise di prendere l'iniziativa e dichiarare guerra all'Austria il 22 ventoso anno VII (12 marzo 1799) e invadere anche la Toscana cacciandone il granduca Ferdinando III.
Le armate contrapposte si confrontavano su un fronte assai esteso che andava dalla Baviera, alla Svizzera fino alla ex Repubblica veneziana. I francesi avevano mobilitato quasi 390 000 soldati contro circa 250 000 austriaci, 80 000 russi e oltre 20 000 britannici, ma la situazione per la Francia era molto precaria poiché il Direttorio era costantemente impegnato ad affrontare complotti e contrastare cospirazioni tese a rovesciarlo; ma soprattutto perché il suo migliore generale, Napoleone Bonaparte, e le sue truppe più esperte erano impegnate in una audace spedizione in Egitto. Le ostilità vere e proprie iniziarono alla fine di marzo quando il generale francese Jean-Baptiste Jourdan decise di attaccare in Germania mentre contemporaneamente il generale Barthélemy Louis Schérer in Italia si muoveva verso est in direzione di Verona.

### Le forze iniziali in campo in Italia
All'inizio della campagna nel 1799 l'Austria schierava nel nord-est dell'Italia, tra l'Adige, Verona e Venezia, circa 69 000 fanti, 12 000 cavalieri e 3 000 artiglieri per un totale di 84 000 uomini al comando del generale Paul Kray von Krajowa, contro cui il generale Barthélemy Louis Schérer, comandante in capo dell'Armata d'Italia, poteva opporre sei divisioni per un massimo di circa 46 400 uomini. Schérer subì diversi rovesci: dopo aver raggiunto il fiume Adige il 26 marzo, quello stesso giorno fu respinto e sconfitto dagli austriaci a Pastrengo, quindi a Verona (30 marzo) e infine a Magnano (5 aprile); per difendere le vie di collegamento per Milano, il 15 aprile dovette quindi ritirarsi sulla riva sinistra del fiume Adda, dove venne cautamente inseguito dal generale Kray: l'esercito francese lasciò guarnigioni nelle fortezze del Quadrilatero (Peschiera del Garda, Mantova, Legnago, Verona), comprese fra il Mincio, il Po e l'Adige. Pur rimanendo ancora formalmente a Schérer il comando francese, il controllo strategico passò al generale Jean Victor Moreau che organizzò una "difesa a cordone" della linea dell'Adda.

### L'arrivo del generale Suvorov e l'inizio dell'offensiva

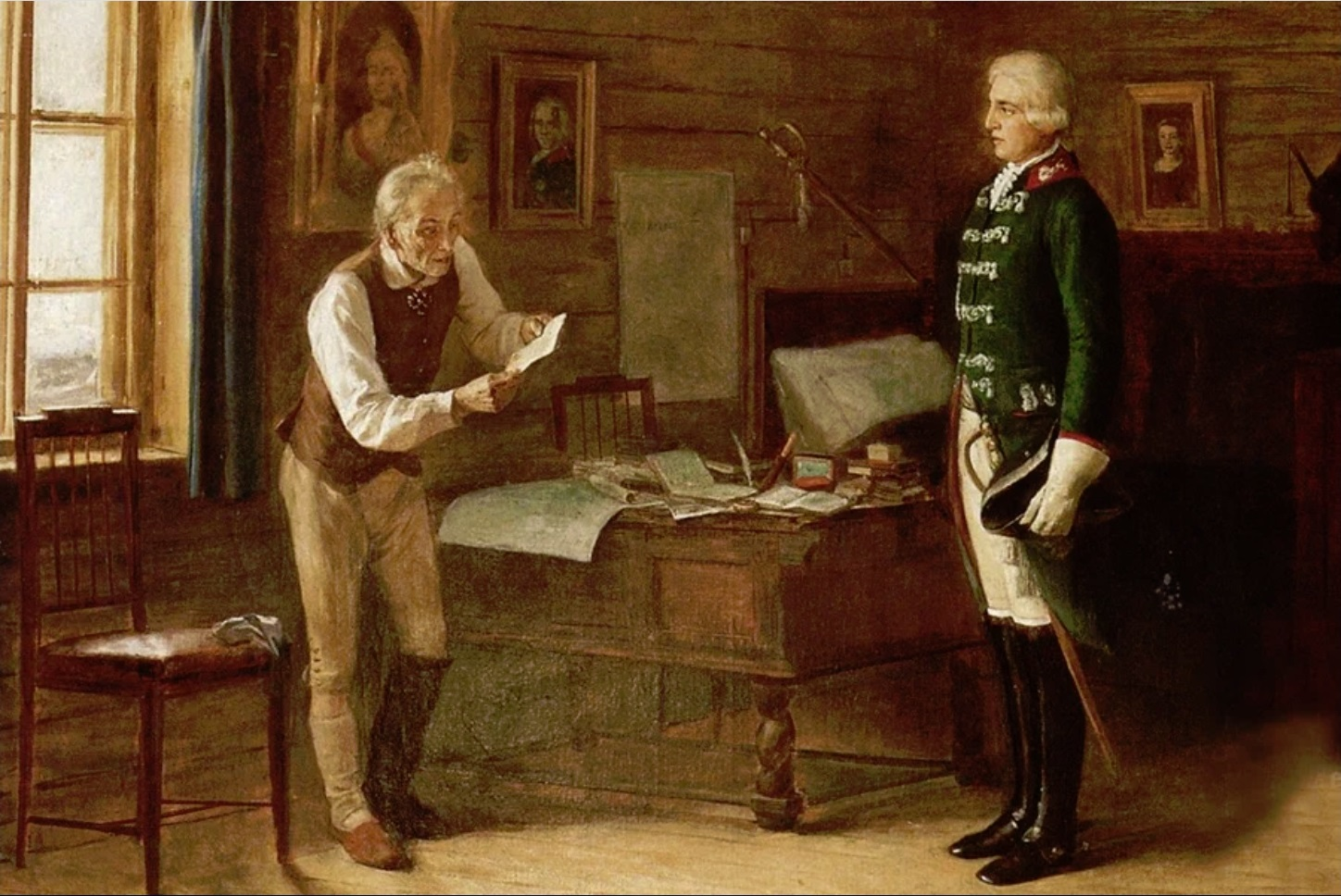
Il generale Suvorov, in esilio a Kontšanskoje presso Velikij Novgorod, riceve l'ordine imperiale di comando delle truppe nella lotta contro Napoleone Bonaparte

Solo a seguito delle pressanti richieste dell'imperatore Francesco II d'Asburgo-Lorena e agli intrighi dell'ambasciatore moscovita a Vienna Andrej Kirillovič Razumovskij, lo zar Paolo I di Russia assegnò il comando delle truppe alleate in Italia al feldmaresciallo Aleksandr Suvorov, che gli era particolarmente inviso. Grande ammiratore della zarina Caterina II cui era sempre rimasto fedele e noto per la mancanza di tatto ed i modi bruschi che usava anche verso i regnanti dell'epoca, il generale Suvorov aveva sarcasticamente criticato in pubblico i progetti e le innovazioni militari del nuovo zar che avevano di fatto cancellato le opere della madre, rifiutando di applicarle con le sue truppe. A proposito dell'ossessione di Paolo I nell'imitare l'abbigliamento delle truppe prussiane di Federico II, imponendo ad esempio le tipiche acconciature con code intrecciate e boccoli, il caustico generale aveva sbottato così pubblicamente:
(Aleksandr Suvorov)
Solamente il grande prestigio di cui godeva e l'importanza dei servizi resi all'Impero russo gli risparmiarono la deportazione in Siberia e gli procurarono solo una sorta di esilio nelle sue tenute a Kontšanskoje, un villaggio delle campagne a est di Velikij Novgorod, oggi noto in suo onore come Kontšanskoje-Suvorovskoje (in russo Кончанское-Суворовское?); fu qui che, pur controvoglia, nel febbraio 1799 Paolo I gli inviò l'ordine di reintegro nell'esercito russo e gli affidò il comando della spedizione in Italia.
Il 25 marzo Suvorov giunse a Vienna, dove Francesco II lo accolse con tutti gli onori e gli conferì il grado di feldmaresciallo delle armate austriache, e prese il comando delle truppe russe, che contavano circa 22 600 uomini, anche se la forza effettiva non superava i 17 000. Il 13 aprile raggiunse Vicenza e il 15 Verona i cui abitanti, presi dall'entusiasmo, staccarono i cavalli dalla sua carrozza e lo portarono in città a braccia gridando a gran voce: «Evviva il nostro liberatore!». Il 17 aprile giunse in città anche il generale Pëtr Ivanovič Bagration che aveva conquistato la stima di Suvorov durante la settima guerra russo-turca contro l'Impero ottomano (in particolare nell'assedio di Očakov) e nel corso della campagna polacca del 1794. Fedele alle sue abitudini di partecipazione diretta alle operazioni sul campo di battaglia, il generale Suvorov assunse personalmente il comando di due reggimenti di fanteria e due di cosacchi e ordinò a Bagration di attraversare il Mincio per iniziare la marcia.

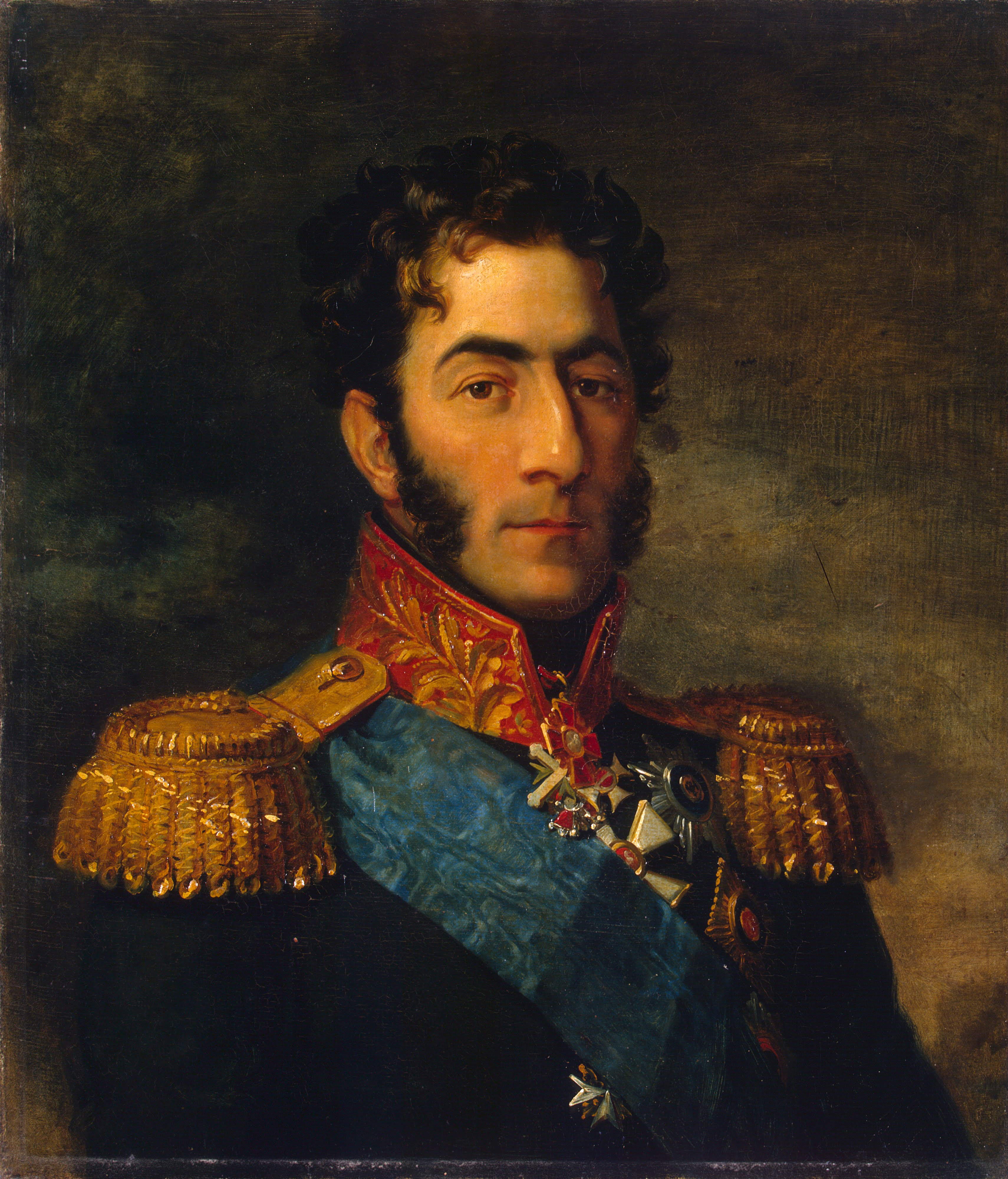
Ritratto del generale Bagration

Il generale Suvorov, secondo le proprie abitudini tattiche, procedette a marce forzate, nonostante fiumi in piena e pessime condizioni atmosferiche. È molto difficile fornire una media di marcia delle fanterie dell'epoca napoleonica, ma la maggior parte degli eserciti europei coevi percorreva ragionevolmente dai 20 ai 30 chilometri al giorno; l'esercito austro-russo, alla cui testa cavalcava costantemente il generale Suvorov, procedeva quasi sempre a marce forzate coprendo in alcune giornate più di 50 chilometri. La sua fanteria marciava anche con una temperatura di 35º e con un peso complessivo di armi e munizioni che arrivava a 20 chilogrammi; si racconta che i suoi soldati una volta riuscirono a percorrere 90 chilometri in trentasei ore. Il suo motto era "La testa non aspetta la coda, [attacca] improvvisamente, come un fulmine dal cielo"; tuttavia molti combattenti restavano indietro e stessa sorte toccò spesso alle truppe austriache, scompaginando inevitabilmente la coesione delle forze alleate.
Il 19 aprile la prima colonna, agli ordini del generale Jacov Ivanovič Povalo-Švejkovskij, guadò presso Valeggio sul Mincio e, dopo una sosta la giornata del 20, il 21 Suvorov decise di disporsi per l'offensiva. Le truppe di Švejkovskij (29 000 austriaci e 11 000 russi) attraversarono quindi il fiume Chiese, dividendosi in tre colonne e marciando verso Brescia con una manovra a tenaglia; la seconda colonna agli ordini del generale di divisione Ivan Ivanovich Förster seguiva in attesa di raggiungere l'avanguardia. Le forze alleate erano stimate in circa 76 000 uomini. Trovandosi di fronte a forze soverchianti, il generale francese Schérer aveva precedentemente deciso di ripiegare con 28 000 uomini verso posizioni più difendibili, lasciandone circa 1 300 a Peschiera del Garda e 10 000 a Mantova, abbandonando inoltre trenta cannoni a Crema. Nel frattempo il principe di Hohenzollern attraversava l'Oglio e catturava Cremona. Il grosso dell'esercito diretto su Brescia incontrò una scarsa resistenza ed espugnò il 21 aprile la roccaforte francese al comando del generale Bourget, sconfiggendo la guarnigione di appena 1 100 uomini dopo dodici ore di un intenso fuoco di artiglieria. Tre giorni dopo due reggimenti di cosacchi entrarono a Bergamo catturando uomini e cannoni.

## L'attacco sull'Adda e la presa di Milano

### La disposizione delle armate

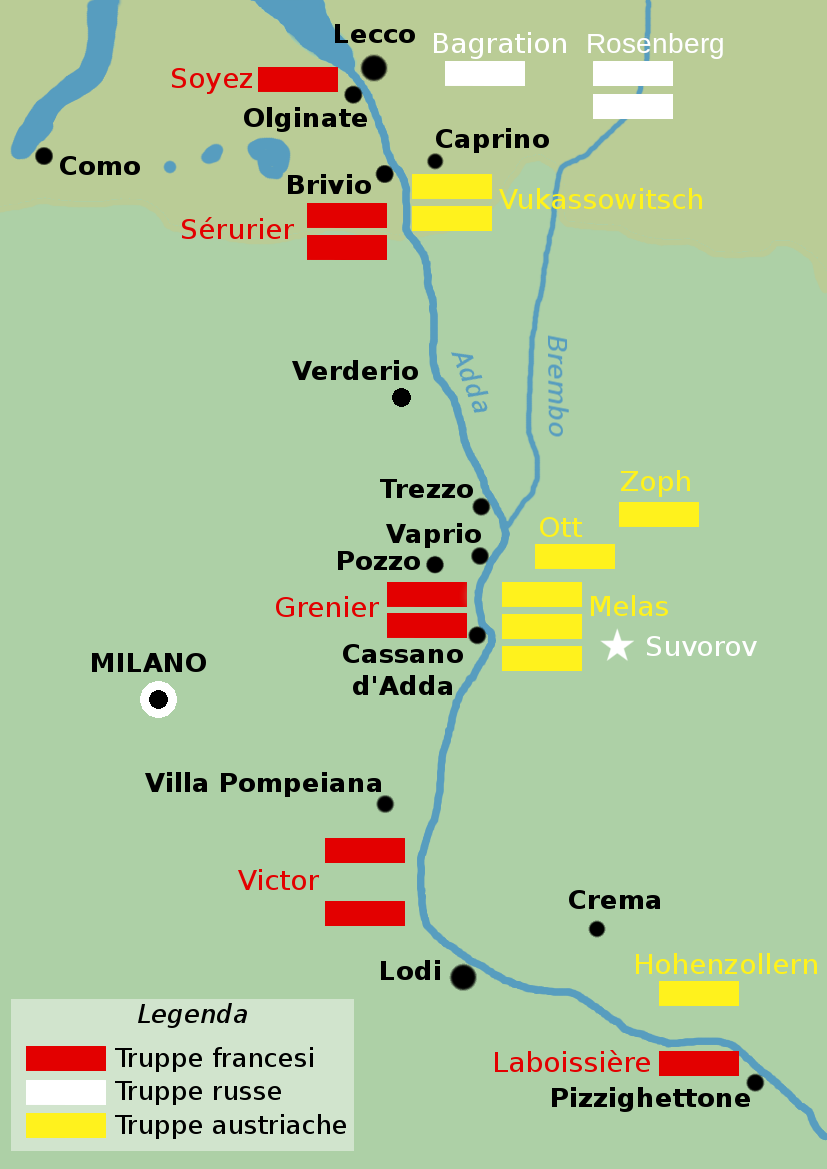
Truppe in campo attorno al 24 aprile 1799, al momento dell'attacco sull'Adda

Il 24 aprile la forza principale dell'armata attraversò il fiume Oglio e il giorno dopo il generale Suvorov dispiegò le sue forze sull'Adda, dove i francesi sembravano finalmente decisi a dare battaglia e fermare l'avanzata degli alleati austro-russi. Il generale russo divise le sue forze in tre colonne lungo il fiume: sulla destra Andrei Rosenberg con 9 000 uomini e Josef Philipp Vukassovich con 7 000, tra Caprino e Brivio, quest'ultimo con l'obiettivo di ripristinarvi il ponte distrutto precedentemente dal generale Jean Mathieu Philibert Sérurier in ritirata e aprirsi la strada fino al lago di Garlate sulla direttrice per Lecco; al centro le divisioni di Jean Zopf e Ott nei pressi di Vaprio d'Adda, con 5 000 uomini ciascuno, che dovevano puntare verso Trezzo sull'Adda; infine il generale Michael von Melas, con 13 000 uomini sull'ala sinistra verso Treviglio, che ebbe l'ordine di attaccare la principale posizione francese a Cassano d'Adda. Nel frattempo il generale di brigata Seckendorf occupava Crema con 1 500 uomini inseguendo i francesi sino al ponte per Lodi, il principe di Hohenzollern si attestava a Pizzighettone e l'avanguardia del generale Bagration, con 3 000 uomini suddivisi in tre battaglioni di fanteria e tre reggimenti di cosacchi, incalzava i francesi presso Lecco. Nel complesso gli alleati austro-russi avevano messo in campo circa 48 500 uomini.
I francesi, appostati sulla riva opposta in attesa di rinforzi e già in inferiorità numerica, si sparpagliarono lungo il fiume indebolendosi ulteriormente: Sérurier con 8 000 uomini doveva coprire il fronte da Lecco a Trezzo, i generali Grenier e Victor (con altrettanti uomini) dovevano tenere rispettivamente quello tra Vaprio e Villa Pompeiana e quello da Villa fino a sud di Lodi; chiudeva il conto François Peter Laboissière, attestato sul Po di fronte a Pizzighettone con 4 000 uomini, portando la forza francese a un totale di 28 000. Approfittando della disparità numerica, il generale Suvorov concentrò il grosso delle sue forze tra Lecco e Cassano con ben 42 000 austro-russi contro solo 12 000 francesi. Il 26 Schérer lasciò provvisoriamente il comando al generale Moreau che lo avrebbe assunto ufficialmente e definitivamente il giorno dopo.
I piani di Suvorov prevedevano di attraversare l'Adda in forze tra Trezzo e Cassano, mentre Seckendorf e il principe di Hohenzollern avrebbero sferrato due attacchi diversivi a Lodi e Pizzighettone. Il generale Bagration invece, dopo aver attraversato il fiume a Lecco, avrebbe condotto una rapida manovra di accerchiamento per sorprendere i francesi alle spalle servendosi di cacciatori e cosacchi a cavallo. Il 26 aprile gli alleati si disposero ad attraversare il fiume in forze.

### L'attacco degli alleati e l'assunzione del comando da parte del generale Moreau

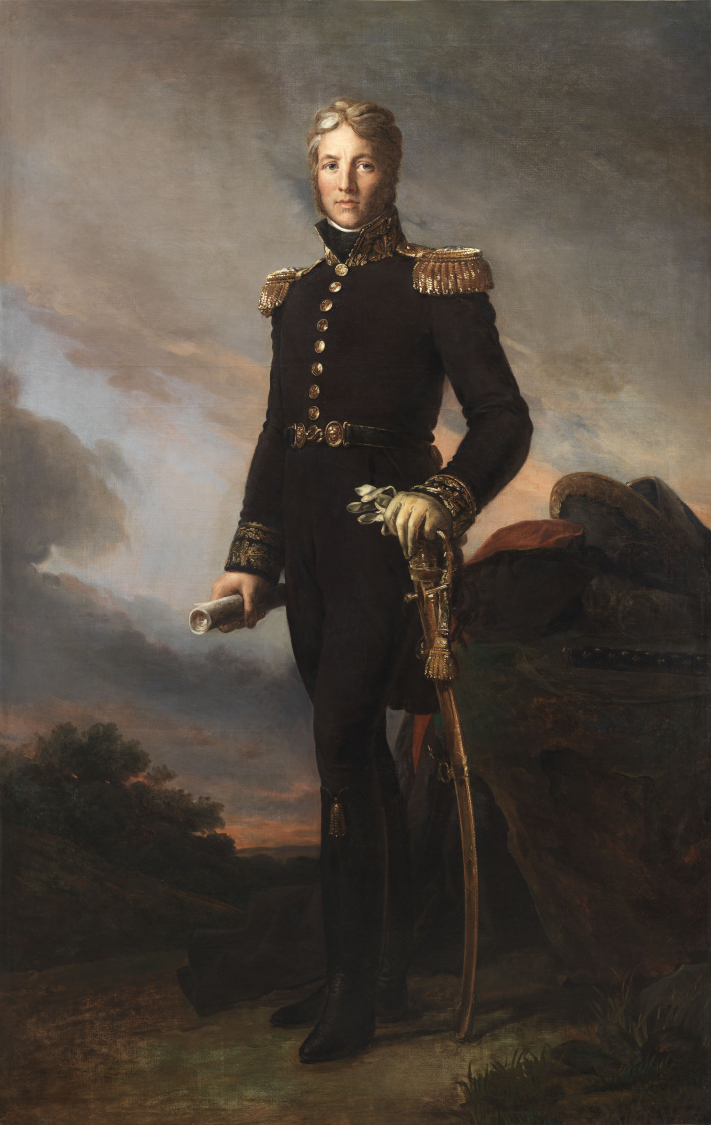
Il generale Moreau

Alle 08:00 il generale Bagration attaccò alla periferia di Lecco, difesa dal generale Soyez con 5 000 soldati e dodici cannoni posti in piazzole fortificate. Dopo dodici ore di duri combattimenti, il generale russo, pur rimanendo ferito a una coscia nell'assalto, riuscì a prendere la città mentre i francesi si ritiravano dall'altra parte dell'Adda, impedendo però ai russi di attraversare a loro volta.
Nel frattempo, dopo che Vukassovich aveva ripristinato il ponte a Brivio, il capo geniere degli austriaci Johann Gabriel Chasteler de Courcelles riusciva a gettare un altro ponte poco distante da Trezzo, in una sezione del fiume non presidiata dai francesi, consentendo a Zopf e Ott di attraversare e sorprendere i generali Grenier e Sérurier presso il villaggio di Pozzo d'Adda, prendere prigioniero il generale di brigata Baker e costringerli a dividersi e ritirarsi, il primo verso Vaprio il secondo verso Verderio.
Suvorov, essendosi accorto che per Bagration non era possibile guadare a Lecco, dove i repubblicani avevano cantato vittoria intonando la Marsigliese, cambiò strategia e il 27 si mosse verso San Gervasio per disporsi ad attraversare a Trezzo. Nel frattempo, appreso che il comando francese dell'Armata d'Italia era passato da Schérer a Moreau, commentò così:
(Aleksandr Vasil'evič Suvorov)
Il generale Moreau cercò di rimediare immediatamente agli errori del suo predecessore: concentrò le sue truppe e inviò Grenier a Vaprio, il generale Victor a Cassano e fece marciare Laboissière a nord verso Lodi. A Sérurier fu ordinato di abbandonare le posizioni a Lecco e Brivio e concentrare le sue divisioni su Trezzo. Rinforzi furono richiamati da Milano, portando i suoi combattenti effettivi a 27 000 uomini.

### La battaglie di Cassano d'Adda e Verderio

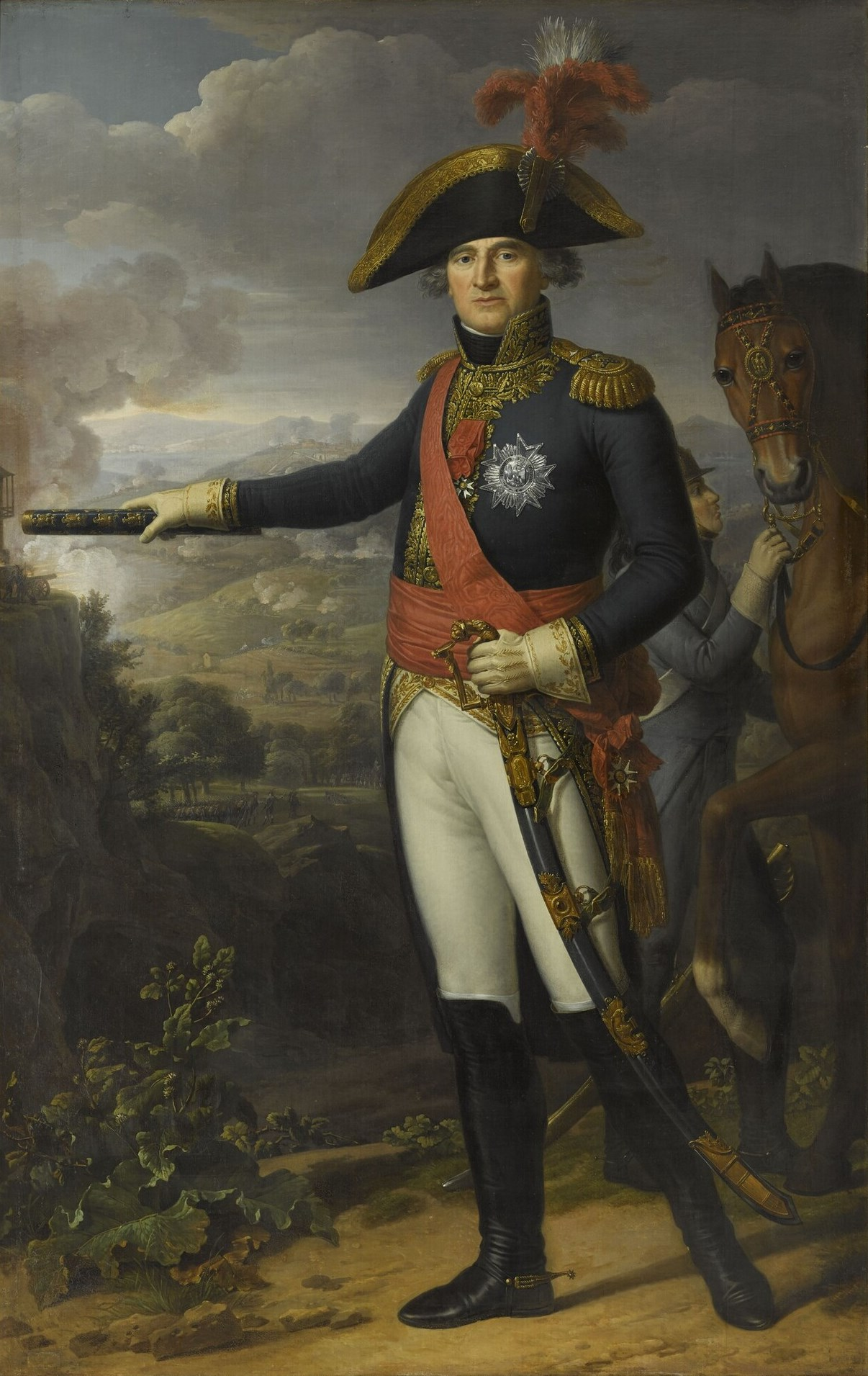
Il generale Sérurier

Dal canto suo il generale Melas, sull'ala sinistra, aveva condotto personalmente l'assalto di tre battaglioni austriaci contro i francesi, che si erano trincerati dietro un testa di ponte sulla riva sinistra dell'Adda presso il canale Ritorto (sulla strada da Treviglio): il comandante austriaco, dopo averli respinti, superò anche la successiva posizione che questi ancora mantenevano a Cassano, dopo aver ripristinato rapidamente un arco del ponte sul fiume che i francesi erano riusciti a danneggiare. Precedentemente Moreau aveva compreso che l'attacco a Brivio era stato solo un diversivo e che l'attacco principale sarebbe avvenuto a Trezzo dove aveva inviato Sérurier; per scongiurare il rischio che venisse sbaragliato gli fece pervenire un nuovo ordine di attestarsi a Verderio e, per evitare di disperdere ulteriormente le sue forze, ordinò a Victor di accelerare la marcia e deviare verso Vaprio per congiungersi a Grenier.

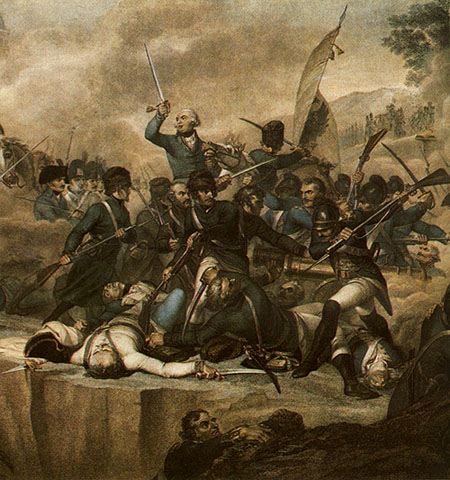
Suvorov alla battaglia di Cassano d'Adda. Dipinto di Luigi Schiavonetti

Il comandante francese, che si trovava nei pressi di Cassano, non fece comunque in tempo a riorganizzare efficacemente le sue forze in quanto si ritrovò attaccato al contempo sulla sinistra e alle spalle dagli austro-russi che, condotti dal maresciallo Suvorov, avevano attraversato col grosso delle truppe a Trezzo da San Gervasio. Soverchiato da forze avversarie molto superiori, Moreau fu costretto a combattere duri scontri per evitare di essere accerchiato dalla morsa del nemico; Jean Sérurier, rimasto inoperoso e isolato a Verderio, fu invece circondato da Vukassovich e infine costretto ad arrendersi. Il generale francese ottenne la condizione che i soldati restassero prigionieri e che gli ufficiali potessero tornare in Francia dietro solenne promessa che non avrebbero più combattuto nel corso della campagna; sembra che in quell'occasione Suvorov, convinto di una sua prossima invasione della Francia, gli avesse detto: «Arrivederci a Parigi!».
In tre giorni di combattimenti i francesi avevano lasciato sui campi di battaglia circa 10 000 uomini tra morti, feriti e prigionieri e almeno 100 cannoni con i loro artiglieri. Il generale Moreau aveva subito in Italia la sua prima sconfitta; egli fu costretto a ripiegare il 28 aprile prima su Milano (dove lasciò un piccolo presidio di 1 300 uomini) e quindi su Torino, ritirandosi in tre colonne: la destra da Lodi a Piacenza, il centro da Pavia a Voghera e la sinistra da Vigevano per la capitale sabauda. Giunto il 30 a Novara, ricevette con disappunto la notizia della resa di Sérurier.
La ritirata a ovest del Ticino da parte delle ultime truppe francesi provocò inevitabilmente la caduta della Repubblica Cisalpina che era stata istituita il 29 giugno 1797.

### L'ingresso di Suvorov a Milano

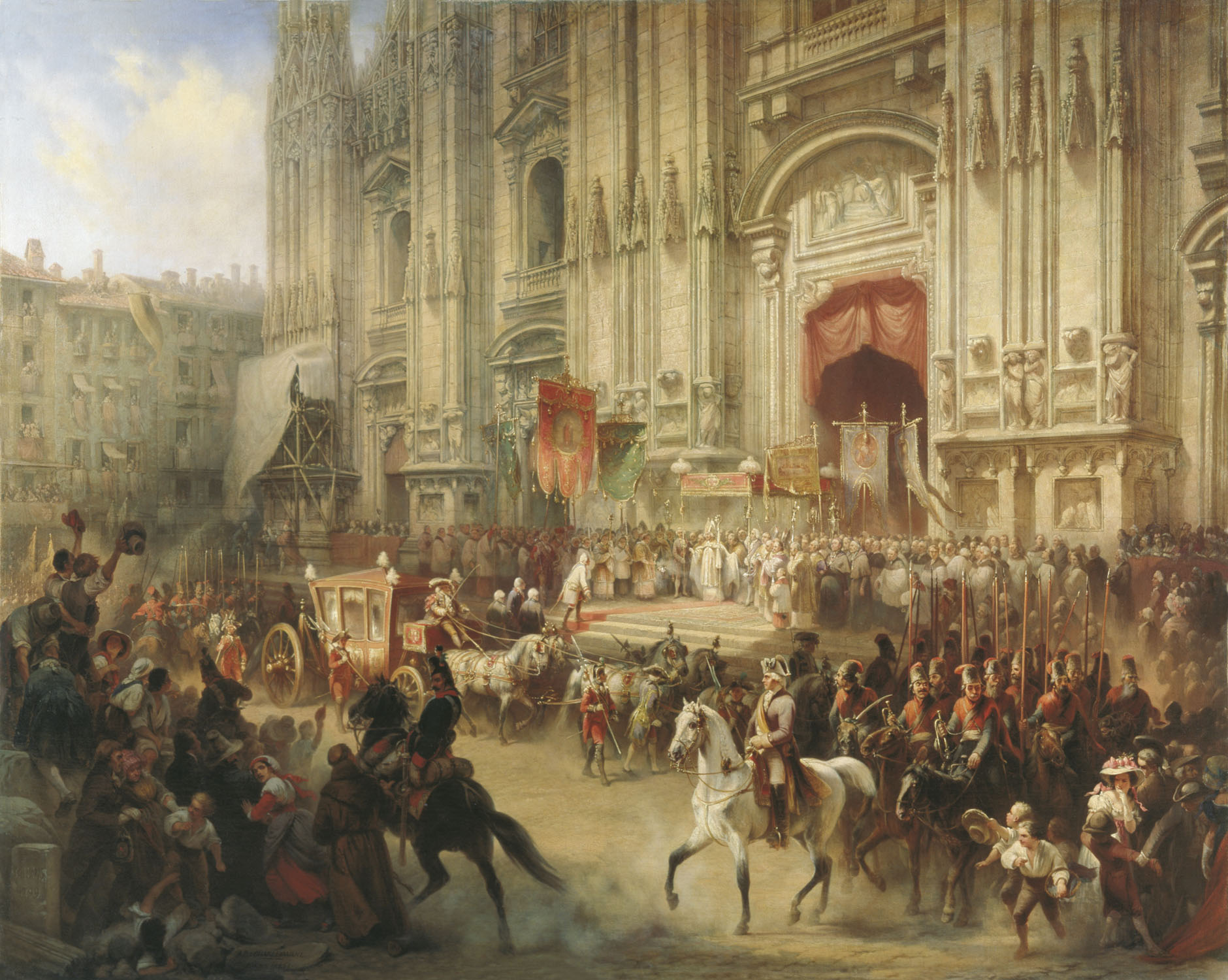
Il feldmaresciallo Suvorov entra a Milano alla testa delle forze austro-russe il 29 aprile 1799. Dipinto di Adolf Iosifovich Charlemagne

Quello di Milano fu solo il primo di una serie di deboli presidi lasciati, spesso senza alcun disegno tattico, nelle fortezze delle città che i francesi man mano erano costretti ad abbandonare: «...non si comprende come i Francesi si siano risoluti a lasciare tanti presidii nelle fortezze dei paesi abbandonati; era evidente, che sarebbero stati costretti a capitolare, atteso massimamente che le più non erano difendevoli lungo tempo». Il 29 aprile, infatti, Suvorov fece il suo trionfale ingresso nel capoluogo lombardo senza incontrare alcuna resistenza, solennemente festeggiato dal clero, accolto dall'antico magistrato del Consiglio generale dei sessanta decurioni e applaudito dal popolo, mentre i membri della Repubblica Cisalpina in grado di farlo si davano alla fuga. Il governo provvisorio venne affidato al generale Melas in nome dell'imperatore Francesco II.
Suvorov ricevette elogi e congratulazioni da tutti i governi della Seconda coalizione: in soli dieci giorni, superando ogni più ottimistica previsione, aveva marciato per quasi 100 chilometri, attraversato cinque fiumi (Chiese, Mella, Oglio, Serio e Adda), sconfitto ripetutamente i francesi e riconquistato la Lombardia, anche se resistevano ancora le fortezze di Peschiera e Mantova. Al generale russo fu quindi ordinato di espugnarle, tuttavia egli non era affatto d'accordo ritenendo che fosse molto più urgente dare il colpo di grazia alle armate francesi in rotta, demoralizzate e indebolite. Fu in ogni caso costretto a disperdere parte delle sue forze per completare l'occupazione dell'ex Repubblica Cisalpina, continuando nel frattempo a respingere il generale Moreau verso il Piemonte. La sua impazienza di ritornare nella mischia era però esplicita:
(Aleksandr Suvorov)

## La ritirata di Moreau e l'avanzata fino a Torino

### L'ingresso in Piemonte

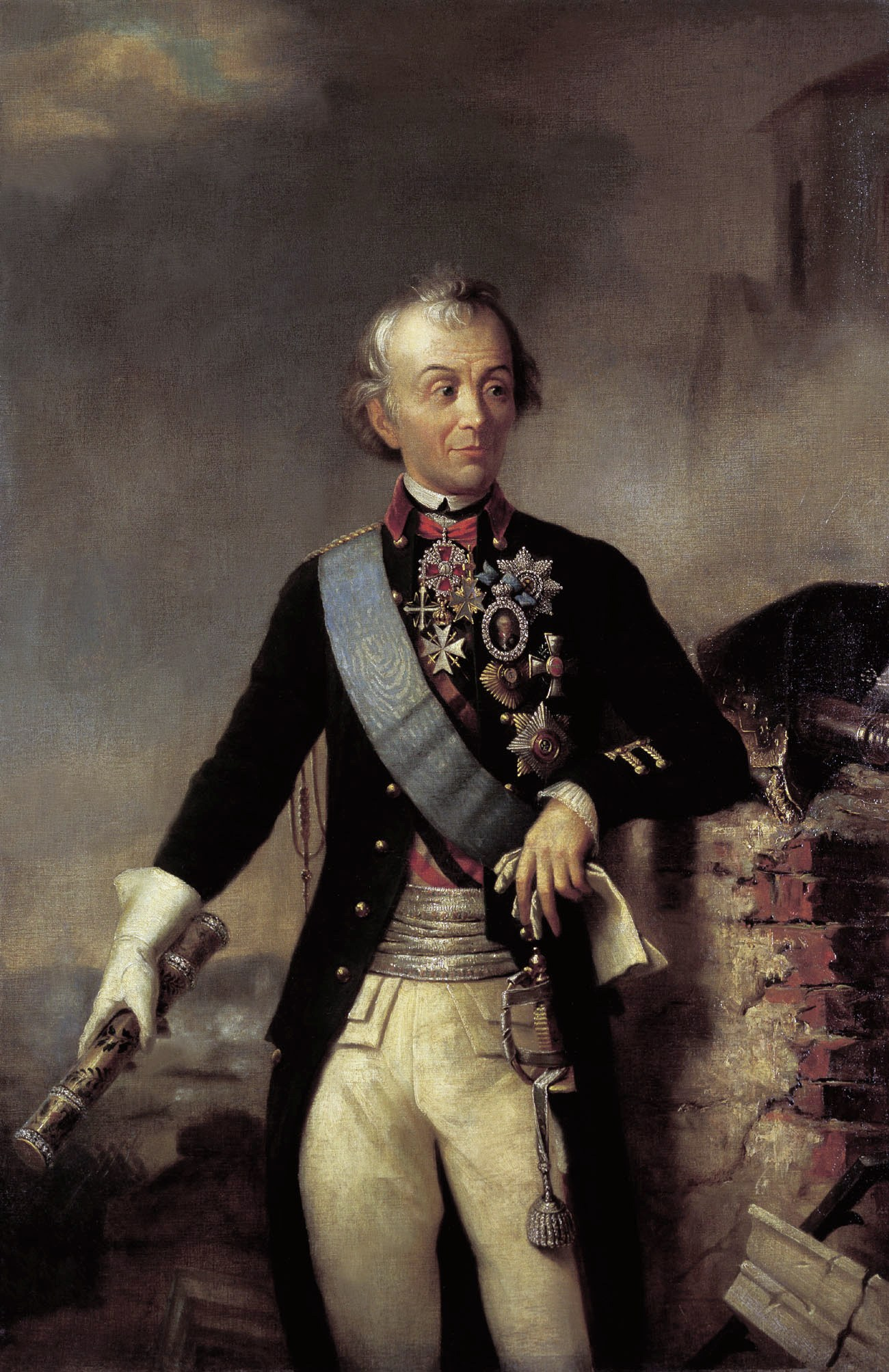
Il generalissimo Aleksandr Vasil'evič Suvorov

L'impazienza del feldmaresciallo russo fu presto soddisfatta: mentre il generale Moreau si ritirava di fronte a lui, Suvorov ricevette la notizia che il generale Étienne Jacques Macdonald stava risalendo da Napoli con 40 000 uomini per soccorrere le truppe francesi in ripiegamento. Intuendo il pericolo derivante da un eventuale ricongiungimento delle forze francesi, decise di muovere subito e attaccare Macdonald prima di rivolgersi nuovamente contro Moreau: il suo piano prevedeva di marciare verso il Piemonte attraversando il Po con il grosso delle sue forze, sconfiggere il generale in arrivo e quindi tornare velocemente verso Torino per affrontare Moreau.
Suvorov inviò quindi Vukassovich sul fiume Ticino presso Boffalora mentre lui dirigeva su Melegnano con l'armata principale forte di 44 000 uomini dividendola su due colonne: all'ala destra i russi verso Parpanese, alla sinistra gli austriaci verso Lodi e Piacenza con l'ordine di cercare di avanzare fino a Parma e nel Modenese. In mancanza di ponti sul Po a Piacenza e Parpanese, Suvorov decise di attraversare presso Mezzana e Pavia, dove inviò i suoi cosacchi agli ordini di Bagration per occupare la città: questi vi arrivò il 3 maggio e fece riparare rapidamente il ponte sul Ticino che aveva trovato danneggiato. Il 4 maggio il feldmaresciallo arrivò a Pavia e fu informato che i francesi avevano abbandonato Tortona sul fiume Scrivia, quindi vi inviò Bagration per conquistarvi la fortezza e continuare verso Novi e Gavi. Bagration verificò che le informazioni non erano corrette e che i francesi in realtà occupavano ancora la cittadina con almeno 4 000 uomini, ma apparentemente non erano in grado di usare i cannoni per mancanza di munizioni. Ricevette quindi l'ordine di attendere il comandante in capo a Voghera.
Il 7 maggio Rosenberg attraversava il Ticino e raggiungeva Dorno, mentre Suvorov lasciava il grosso delle forze e raggiungeva Bagration a Voghera. Qui il comandante russo riorganizzò le sue forze inviando il principe Peter a interrompere le comunicazioni francesi tra Tortona e Genova e disponendo le sue armate su entrambe le rive del Po, con Rosenberg tra Dorno e Lomello, Melas a Castel San Giovanni e Bagration in marcia verso Pozzolo Formigaro. Il giorno precedente Kray aveva espugnato Peschiera e si era mosso verso Mantova. Al generale Ott fu ordinato di disporsi fra Parma e Modena per osservare i movimenti di Macdonald.
A questo punto della campagna i soldati alleati cominciavano a soffrire di carenza di provviste e specialmente i russi combattevano spesso affamati: gli approvvigionamenti erano a carico degli austriaci e gli intendenti non sempre riuscivano a organizzarli a dovere. Ciò era causa di attriti con le popolazioni locali: addirittura, il 3 maggio, Bagration, dopo tre giorni di digiuno per le sue truppe, s'impadronì con la forza dei rifornimenti di pane.

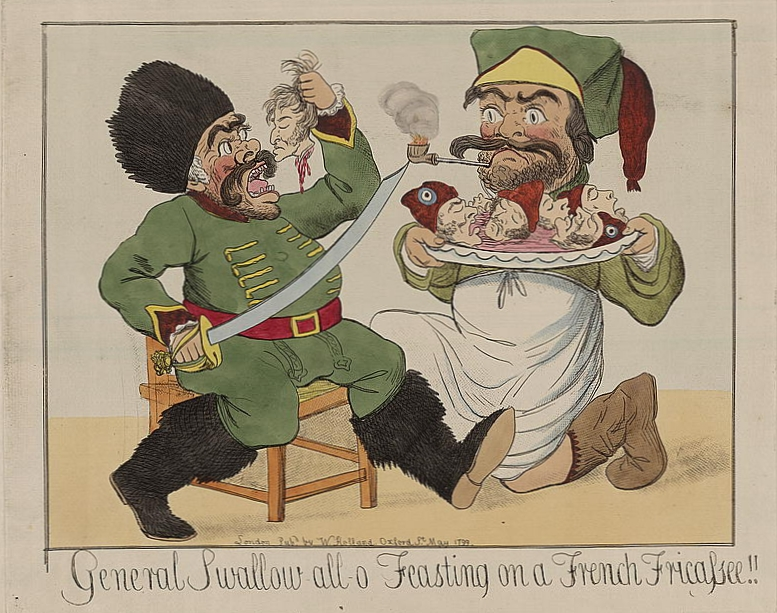
Il generale Suvorov si gode una fricassea di teste francesi. Caricatura inglese del 1799

I francesi nel frattempo si riorganizzavano: Moreau riuscì a concentrare circa 20 000 uomini tra Valenza e Alessandria alla strategica confluenza tra il Po, il Tanaro e la Bormida, che gli forniva anche un chiaro vantaggio tattico. Strategicamente Moreau controllava così la parte meridionale del Piemonte e le principali vie di comunicazione con la riviera ligure, era in grado di agire velocemente su entrambe le rive del Po e bloccava le vie di accesso a Torino: se Macdonald fosse arrivato in tempo per attaccare gli alleati, egli avrebbe potuto impegnarli alle spalle costringendoli a combattere su due fronti. Tatticamente aveva i fianchi coperti dalle fortezze di Valenza e Alessandria e inoltre la riva settentrionale del fiume, su cui i francesi erano fortificati, era in posizione elevata rispetto a quella meridionale dalla quale Moreau si aspettava di essere attaccato, concedendogli una posizione dominante.
L'avanzata degli alleati continuava comunque. Il 10 maggio Bagration occupò Marengo e contemporaneamente il generale austriaco Chasteler assaliva la fortezza di Tortona, da cui la guarnigione francese bombardò la città. Bagration raggiunse Novi e verificò che la guarnigione francese si era già ritirata verso Genova, lasciando grandi quantità di vettovaglie e ben 70 carri di munizioni destinate all'armata principale.
A complicare la situazione delle truppe francesi si aggiunse il malcontento delle popolazioni locali che, esaurito l'iniziale entusiasmo, si accorgevano che i rivoluzionari, invece di portare la libertà e la gloria nazionale promesse, avevano instaurato per tre anni uno stato di guerra permanente, perpetrato oltraggi alla religione, spogliato musei, monumenti e chiese di opere d'arte e cagionato ogni genere di estorsioni e abusi, palesandosi più come invasori che liberatori: l'arrivo imminente delle truppe imperiali fu quindi l'occasione per molte città e villaggi di sollevarsi contro le guarnigioni francesi. Bagration stesso informò Suvorov di avere ricevuto lettere dalle autorità cittadine di Oneglia, Asti e Acqui, che descrivevano le rivolte contro i francesi e offrivano appoggio alle armate alleate.

### La battaglia di Bassignana

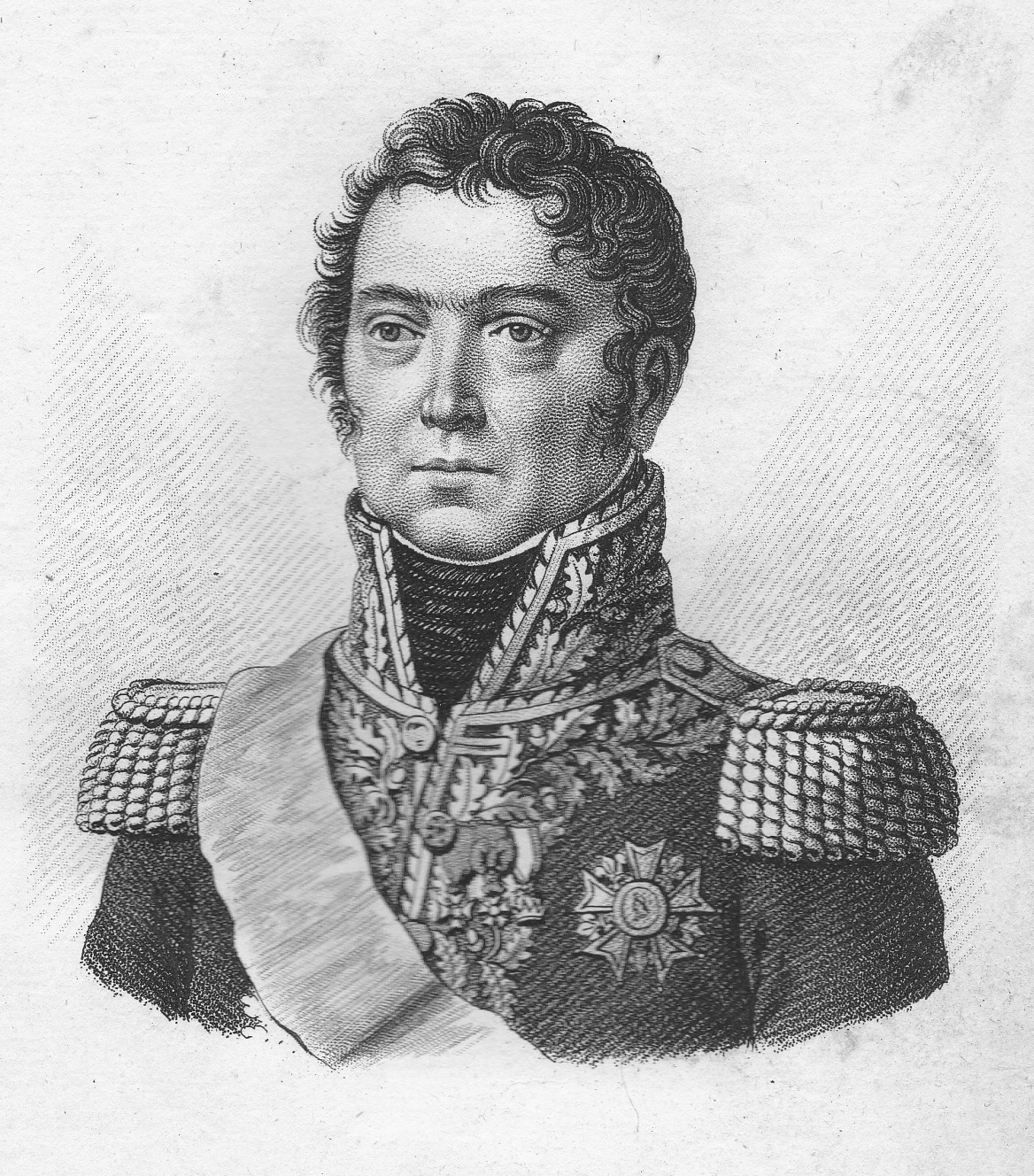
Il generale Grenier

Tra l'11 e il 12 maggio Suvorov fece la sua mossa e, dando credito a iniziali informazioni errate, che davano i francesi in ritirata da Valenza, ordinò a Rosenberg di muoversi da Lomello e attraversare il Po a Mugarone per assalire i francesi sul lato sinistro. Subito dopo, appresa la falsità della precedente notizia, gli ordinò di tornare indietro. Rosenberg tuttavia attraversò ugualmente e, messosi in marcia verso Bassignana con 10 000 uomini, scelse di dirigersi in un'area tra Valenza e il Tanaro; nel frattempo fece attraversare altri 4 000 uomini al comando del generale Nikolaj Andrejevic Tchouberov (o Chubarov), posizionandoli su una grande isola fluviale situata nei pressi di Mugarone.
Tchouberov, impaziente di attaccare, attraversò con tutte le sue truppe ma incappò nella divisione francese di Grenier forte di 4 000 soldati che proveniente da Valenza, al comando del generale Colli, lo assalì al fianco destro e gli inflisse pesanti perdite, costringendolo a ritirarsi disordinatamente sull'isolotto da cui aveva poco prima guadato, in una situazione oltremodo caotica tra uomini sbandati e carri immobilizzati, sotto il fuoco costante della fucileria francese e senza la possibilità di ritirarsi con rapidità oltre il Po, in quanto il cavo per raggiungere a braccia la riva sinistra si era spezzato. Ciononostante i soldati russi della brigata di Bagration tennero la posizione per otto ore, resistendo fino a dopo il tramonto; col favore delle tenebre tutte le truppe di Rosenberg riuscirono infine a riattraversare il fiume e a marciare per ricongiungersi a Suvorov, lasciando sul campo almeno 1 500 uomini, un generale, cinquantotto ufficiali e due cannoni. I francesi lamentarono la perdita di 600 uomini.
Suvorov, furioso, chiamò immediatamente a rapporto Rosenberg per chiedergli conto della disfatta, paventandogli la corte marziale; nel frattempo decise di spostare il suo quartier generale a Castelnuovo Scrivia. Intanto l'11 maggio si era arresa la fortezza di Pizzighettone dopo una giornata di cannoneggiamenti. Le fonti coeve raccontano che, pur soverchiate, cavalleria e fanteria russe si fecero uccidere inutilmente anche a Bassignana pur di non arrendersi, perché Suvorov aveva l'abitudine di terrorizzare i suoi uomini raccontando loro i macabri e ovviamente falsi particolari delle presunte torture che i repubblicani rivoluzionari infliggevano ai soldati caduti nelle loro mani: i prigionieri sarebbero stati denudati, legati, distesi su una graticola e arrostiti; oppure sarebbero stati loro tagliati naso, mani e orecchie. Un cronista dell'armata francese raccontò che 800 russi preferirono gettarsi nel Po piuttosto che farsi catturare.

### Lo scontro a Marengo
Alla metà di maggio i russo-austriaci erano saldamente attestati sulla riva meridionale del Po: le truppe austriache a Torre, Förster a Sale, Bagration a Novi con le sue truppe russe disposte tra Scrivia e Bormida a supporto del maggiore generale Andreas Karacsaj a Marengo. Suvorov ora disponeva di circa 36 000 effettivi, di cui 17 500 russi, senza contare i 5 000 uomini di Vukassovich a Boffalora; doveva affrontare solo circa 25 000 francesi, che tuttavia erano ottimamente disposti perché godevano di una posizione di vantaggio, resa ancor più formidabile dai fiumi in piena. Il feldmaresciallo russo dovette riconoscere che non era in grado di attaccarli con successo: 
(Suvorov)

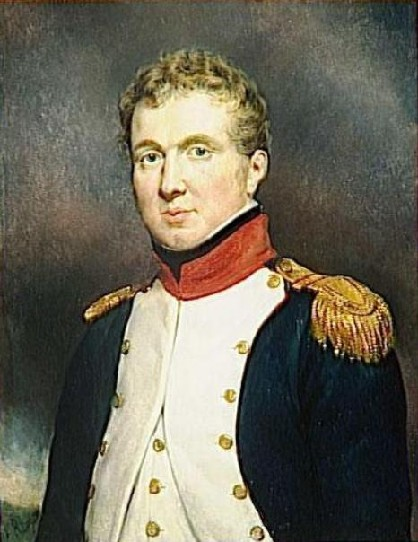
Il Generale Claude-Victor Perrin, detto Victor

In realtà Moreau si trovava a mal partito: il Direttorio non era in grado di inviargli alcun rinforzo, Bagration gli rendeva molto difficoltose le comunicazioni con Genova e le rivolte in Piemonte insidiavano le vie di rifornimento dalla Francia. Il generale Catherine-Dominique de Pérignon, che controllava i passi per la riviera ligure, correva il rischio di essere facilmente schiacciato, facendogli perdere non solo l'ultima via di comunicazione con la Francia, ma anche con gli Appennini e l'esercito dell'accorrente Macdonald. In più aveva il problema di fare arrivare in patria un gran numero di carri con il frutto delle spoliazioni di preziose opere d'arte trafugate in Italia.
Il comandante francese decise quindi di rafforzare con una parte delle sue truppe il generale Pérignon, di proteggersi a sinistra con un'altra aliquota e di mettersi in marcia sulla strada da Torino per Nizza dal Colle di Tenda, attraversando Cuneo, preparandosi a ritirarsi sugli Appennini con lo scopo ultimo, senza troppe difficoltà e al momento opportuno, di ricongiungersi con Macdonald, che in quel momento aveva raggiunto il confine con la Toscana. Cionondimeno, i rapporti dello spionaggio suggerirono a Moreau che il fallito tentativo di passaggio di Rosenberg a Bassignana e le notizie del successivo bombardamento di Casale Monferrato da parte di Vukassovich preannunciavano una risalita delle truppe russe di Suvorov lungo il Po. Egli immaginò che gli alleati stessero concentrando le loro forze muovendosi verso nord, lasciando solo poche truppe austriache ad assediare Tortona, e decise quindi di passare all'azione con un contrattacco a sorpresa tra la Bormida e lo Scrivia che gli consentisse di liberare la fortezza e mantenere aperto il Passo della Bocchetta per Genova.

Moreau riunì due divisioni vicino a Alessandria e la notte tra il 15 a 16 maggio fece gettare un ponte sulla Bormida tra Marengo e San Giuliano, facendovi passare la divisione del generale Victor (5 000 fanti e 2 000 cavalieri), mentre l'unità di Grenier manteneva la posizione sul fiume. L'attacco all'inizio ebbe successo e gettò scompiglio tra le truppe di Kaim e Lusignan avanzando fino a San Giuliano. Lì s'imbatté nella divisione di Fröhlich, arrivato in tutta fretta per mettersi al comando del generale Lusignan e nella brigata del generale Bagration: i due ufficiali comandavano in totale undici battaglioni e nove squadroni e resistettero con successo fino a respingere nuovamente Victor al di là del fiume. Infine Moreau, avvistate altre truppe nemiche accorrere da Tortona, capì che il suo tentativo era fallito e ordinò il ripiegamento generale; alle 18:00 l'ultimo granatiere riattraversava la Bormida. I francesi lamentarono perdite per 596 uomini tra uccisi o feriti, mentre quelle alleate ammontavano a 720 e Suvorov, visto l'andamento incerto della giornata, non osò rivendicare la sua quarantaduesima vittoria.

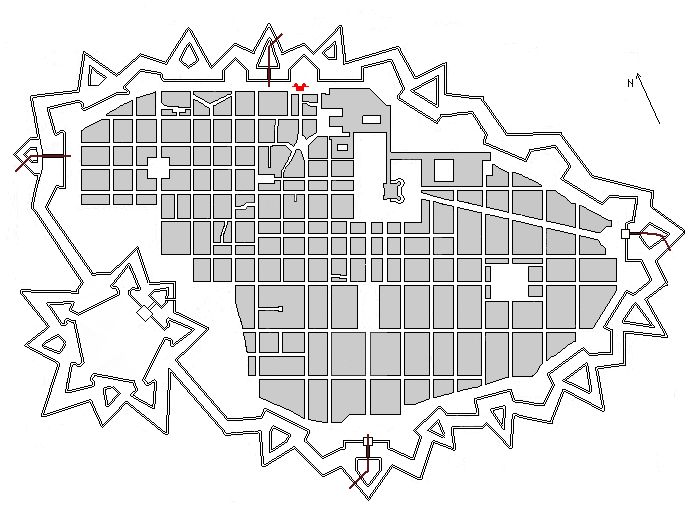
La cinta muraria di Torino e le sue porte nel XVIII secolo

### La presa di Torino
Anche se lo scontro di Marengo non era stato decisivo, il 18 maggio Moreau decise di abbandonare la sua sicura posizione tra Valenza e Alessandria per ritirarsi verso Torino, inviando invece Victor verso sud in direzione della riviera ligure di ponente, nella speranza di riuscire a congiungersi lì a Macdonald; nel frattempo riuscì a far giungere in Francia, attraverso il colle del Moncenisio, le opere trafugate. Suvorov, ignaro di queste manovre, continuò a marciare sulla riva nord del Po in direzione di Torino, spostando la base delle operazioni a Candia. Politicamente la speranza era di continuare a incoraggiare le popolazioni piemontesi ad armarsi e sollevarsi contro le truppe rivoluzionarie e contro i giacobini, con la promessa del ripristino del Regno e dell'ordine precedente; strategicamente gli alleati miravano a occupare la città per la posizione e la sicura cattura di un gran numero di armi, munizioni e materiale bellico. In effetti i piemontesi si armarono e attaccarono i rivoluzionari, specialmente nel Canavese e a Carmagnola, e puntualmente si ebbero notizie di eccidi perpetrati per rappresaglia dai francesi ai danni delle popolazioni civili.
Mentre i genieri gettavano i ponti sul fiume per un nuovo attraversamento, Suvorov venne raggiunto dalla notizia che le truppe di Moreau avevano lasciato Alessandria e vi spedì una divisione per occuparla e assediarne la fortezza ancora presidiata. A questo punto Suvorov era perplesso dalle continue "sparizioni" sotto i suoi occhi delle truppe francesi e della sua incapacità di prevedere le loro mosse: nonostante avesse a sua disposizione un gran numero di cavalieri ed esploratori, infatti, non fu mai in grado di costituire un efficace servizio di spionaggio. Ciò fu dovuto in parte alla scarsa conoscenza del territorio da parte dei cosacchi e alla loro difficoltà d'interagire con le popolazioni locali, in parte alla inettitudine di molti ufficiali russi, che non predisponevano adeguate ricognizioni, per cui i francesi riuscivano spesso ad allontanarsi indisturbati; infine l'abitudine dello stesso Suvorov di prendere per affidabile ogni semplice voce, sprecando tempo e risorse, complicava ulteriormente la situazione.

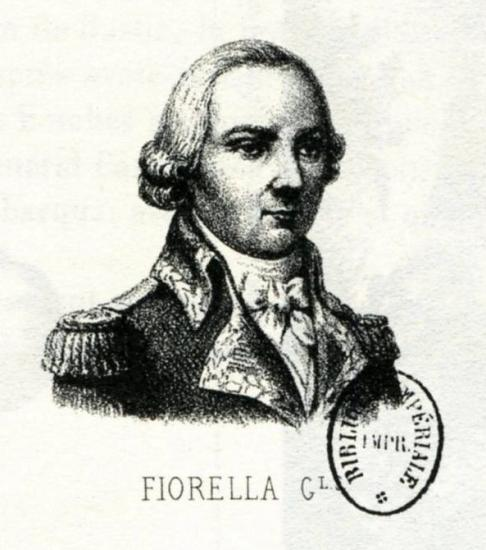
Pasquale Antonio Fiorella

Il 22 maggio i ponti furono pronti e, basandosi comunque sulle informazioni disponibili sui francesi, il generale russo continuò il suo avvicinamento a Torino, sotto le cui mura giunsero per primi il 26 Bagration e Vukassovich, senza incontrare alcuna resistenza perché Moreau aveva ripiegato su Cuneo. La guarnigione francese contava su 3 400 uomini al comando del generale Pasquale Antonio Fiorella, soverchiata da forze dieci volte superiori e fortemente invisa alla popolazione. Gli alleati ne chiesero la resa incondizionata ma Fiorella rifiutò, disponendosi a resistere fino all'ultimo uomo. Si prepararono quindi a predisporre su un'altura vicina le batterie per bombardare la città, mentre Vukassovich la notte del 27 attaccò con i cannoni la "Porta di Po". Fu però risolutivo l'intervento dei cittadini insorti in armi, che la stessa notte attaccarono i francesi di guardia al sito e aprirono festosamente la porta agli alleati. L'evento si ripeté alla "Porta di Palazzo" e la città fu presa con facilità. Gli alleati s'impadronirono di 384 cannoni, 20 000 moschetti e grandi quantità di polvere da sparo. Suvorov fece il suo ingresso nella città alle 15:00, ricevendo acclamazioni per sé e per gli imperatori Paolo I e Francesco II.
Il generale Fiorella conservava ancora il possesso della cittadella fortificata e, per rappresaglia contro la popolazione, ordinò di cannoneggiare la città, cessando solo dopo la promessa che la guarnigione non sarebbe stata attaccata. Il 18 giugno però gli alleati la presero d'assalto sotto un intenso fuoco di artiglieria e, fattisi strada attraverso due brecce nella fortificazione, il 19 lo costrinsero a capitolare.
L'ingresso di Suvorov nella capitale piemontese fu ancora più solenne e trionfale che a Milano e, come promesso, ricostituì il governo in nome del re di Sardegna, nominando un consiglio con Carlo Thaon di Sant'Andrea come governatore, si adoperò per riordinare i reggimenti reali promettendo una amnistia ai militari che avevano appoggiato i francesi e fece incarcerare qualche centinaio di patrioti che non avevano fatto in tempo a fuggire. Poco dopo mandò a chiamare il re Carlo Emanuele IV dal suo esilio in Sardegna ma al suo reinsediamento sul trono si opposero gli austriaci: prodromo questo delle prime frizioni tra la Russia, l'Austria e le altre potenze alleate sulla politica da applicare e il nuovo assetto da definire nel Nord Italia alla fine della guerra.
Se da parte alleata si erano denunciate rappresaglie francesi in Piemonte ai danni delle popolazioni civili, da parte francese si stigmatizzò l'eccessivo furore e l'esaltazione antigiacobina di Suvorov, che sconfinavano nel fanatismo religioso con la promessa che chiunque avesse ucciso un rivoluzionario si sarebbe guadagnato il paradiso. I piemontesi finirono per temere il suo potere: sempre secondo fonti francesi, concesse a chiunque lo voleva il permesso scritto di uccidere i giacobini (veri o presunti) e di saccheggiare le loro abitazioni e fece imprigionare e fustigare anche semplici cittadini abbastanza arditi da denunciare le illegalità commesse da cosacchi e cavalieri austriaci, «...lasciati senza freno a imperversare come selvaggi per i campi».
Nel frattempo l'inattività forzata cominciava a far serpeggiare il malcontento tra le truppe alleate, ad accendere pericolose rivalità e innescare recriminazioni da ambo le parti: i russi beffeggiavano gli austriaci per avere dovuto richiedere il loro aiuto senza il quale «...sarebbero stati ricacciati dai Repubblicani fino a Vienna, a colpi di piatto di sciabola»; gli austriaci di Melas ricordavano i rovesci subiti dai russi a Valenza e San Giuliano a opera di Moreau: ai semplici dileggi seguirono gli insulti, quindi i duelli. Solo le sempre più insistenti notizie del pericoloso arrivo di Macdonald diedero l'occasione a Suvorov per riconciliare gli austro-russi e per coordinare di nuovo gli sforzi contro il comune nemico.

## L'arrivo del generale Macdonald

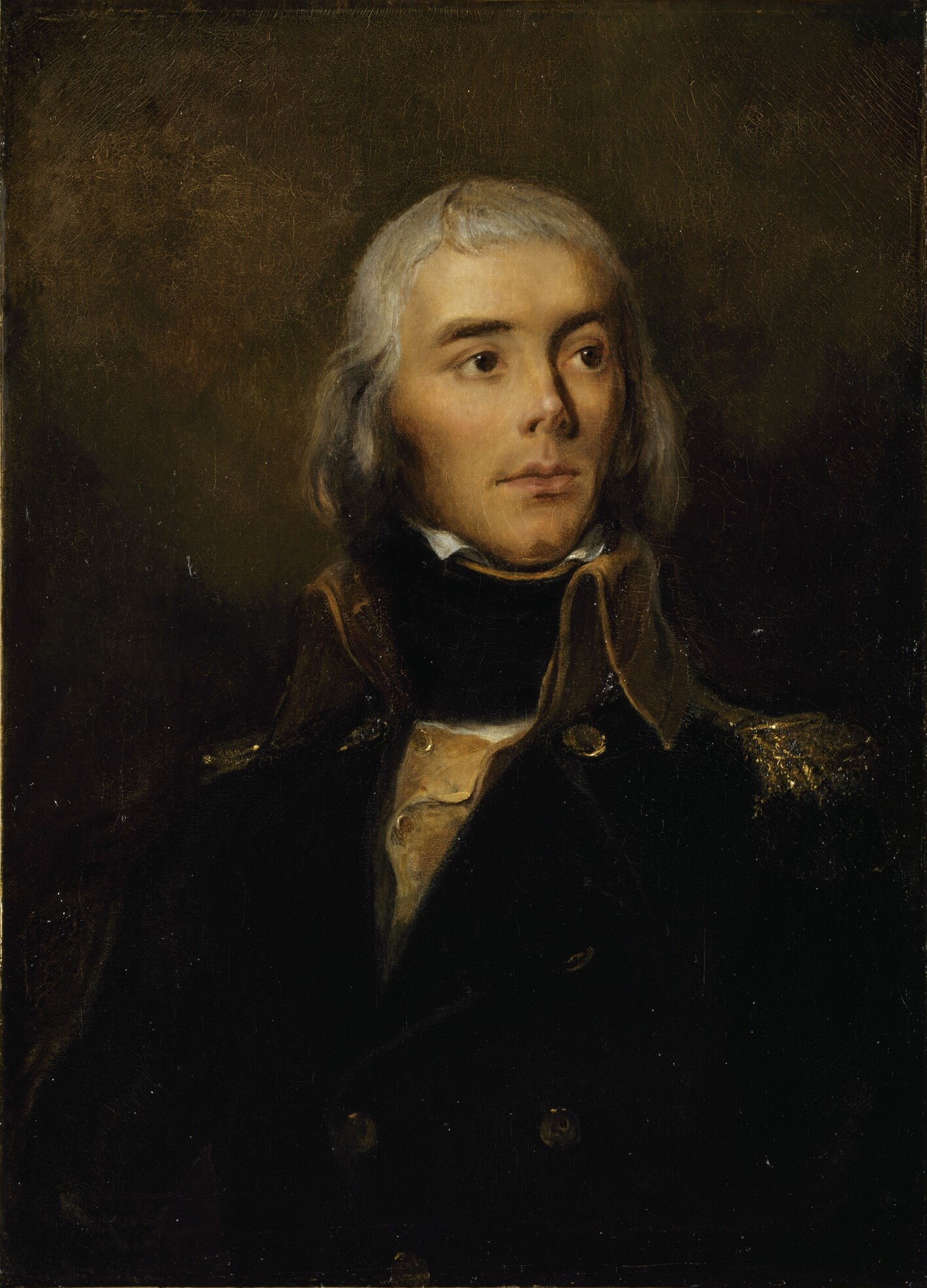
Étienne Macdonald nel periodo delle guerre rivoluzionarie

Una volta cacciati i francesi da Torino, Suvorov si preparò a occupare il resto del Piemonte e soprattutto a proteggere i valichi dalla Francia verso la città, inviando quindi forti contingenti di truppe presso tutte le valli tra il Moncenisio e Pinerolo. Contemporaneamente continuava a insidiare le posizioni di Moreau in modo da impedirne l'eventuale congiungimento con Macdonald: fece occupare quindi Cherasco, Alba e Asti e fece in modo di inviare da Alessandria e Tortona distaccamenti fino a Montenotte per chiudergli ogni possibilità di comunicazione con Genova. Continuavano intanto gli attriti con l'alto comando austriaco che, preoccupato dei successi di Suvorov e di una pericolosa ingerenza russa in Italia, cominciava a premere perché il generale lasciasse il campo in Piemonte e tornasse verso Verona ad assediare le fortezze del Quadrilatero. Ciò provocò aspre e rabbiose critiche da parte di Suvorov che, pur inviando rinforzi per assediare la fortezza di Mantova, non si piegò a questi ordini che riteneva assurdi.
Dal canto suo Moreau era riuscito a filtrare tra le maglie della rete alleata attraversando l'Ellero, aveva evitato Ceva, era penetrato nella valle del Corsaglia e quindi si era affacciato sulla riviera di ponente.
Nel frattempo entrambi i contendenti ricevevano rinforzi: con l'arrivo dalla Svizzera del generale Heinrich Bellegarde, Suvorov arrivò ad avere sotto il suo comando circa 100 000 uomini comprese le varie guarnigioni. Contemporaneamente Moreau, ricevute forze fresche trasportate dalla marina francese e giunte via terra dal confine lungo la costa, comandava ora 26 000 uomini in Liguria; il generale Joseph Hélie Désiré Perruquet de Montrichard era attestato sugli Appennini fino a Bologna e il generale Gauthier in Toscana in attesa di Macdonald, che il 24 maggio giunse a Firenze. Questi, riunite le sue forze a quelle di Gauthier, si accampò a Pistoia e inviò una divisione a occupare Pontremoli, dove Moreau gli aveva inviato Victor a rinforzo, spedendo nel frattempo Lapoype a occupare Bobbio con una divisione mista franco-ligure.
Le strategie dei due comandanti francesi si rivelarono presto diverse se non contraddittorie. Fin dall'inizio l'intento di Moreau era di affrontare i russo-austriaci in un luogo vicino alle fortezze di Alessandria e Tortona, facilmente raggiungibile sia per chi arrivasse dalla Liguria tramite il valico di Bocchetta, sia per chi arrivasse dalla Toscana scendendo dalle valli della Trebbia e del Taro: aveva quindi stabilito che il miglior sito dove congiungere le due armate per la battaglia decisiva fosse nei dintorni di Voghera. A tal scopo aveva incaricato Victor di invitare Macdonald a discendere verso la Trebbia per la val di Magra, mentre egli avrebbe fermato gli alleati sulla Bormida, avrebbe oltrepassato Tortona e si sarebbero quindi uniti dopo Bobbio. Il generale Macdonald era però di diverso avviso, perché avrebbe preferito che lo stesso Moreau si portasse a Pontremoli e discendesse la valle del Taro, mentre egli avrebbe marciato verso Modena, ricongiungendo le due armate tra Parma e Piacenza: il suo intento era quello di approfittare della grande dispersione delle forze alleate (una parte cospicua impegnata nell'assedio di Mantova, una parte con Johann von Klenau tra il ferrarese e il bolognese, un'altra con il principe di Hohenzollern nel modenese, Ott sugli Appennini, Bellegarde invischiato nell'assedio di Tortona e Alessandria, Suvorov impegnato ancora a Torino a riportare l'ordine). Sarebbero quindi riusciti a tagliare in due le forze avversarie, a cui non sarebbe rimasta altra soluzione che ritirarsi verso Pavia scoprendo il proprio fianco destro, e puntare con decisione verso est fino a liberare Mantova dall'assedio, recuperando quanto perso in Lombardia. I due comandanti però non riuscirono a concertarsi e agirono indipendentemente.
Le manovre dei francesi non sfuggirono comunque a Suvorov, che si dispose a reagire radunando trentadue battaglioni, diciotto squadroni e quattro reggimenti di cosacchi. L'11 giugno marciò verso Asti sotto una pioggia torrenziale; attraversò quindi il Tanaro e il 13 si accampò nei pressi di Alessandria sulle rive della Bormida, dopo aver percorso oltre 90 chilometri in meno di tre giorni. L'avanzata era stata fin troppo rapida: gli austriaci non furono in grado di rifornire i 30 000 uomini che il generale russo aveva portato con sé e una parte di questi dovette rientrare ad Asti.

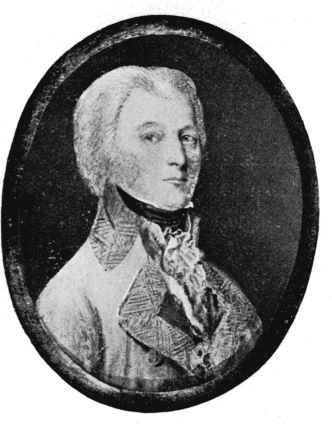
Il generale Paul Kray von Krajowa

Il 7 giugno, senza attendere Moreau, Macdonald si era già mosso insieme ai 15 000 uomini al comando di Olivier e Watrin da Pistoia verso Modena, con alla loro sinistra Dąbrowski e Victor da Pontremoli verso Reggio con 3 500 uomini e alla loro destra Montrichard e Rusca verso Bologna con altri 11 000. Il 12 giugno questi attaccarono le truppe di von Klenau nei pressi di Bologna, respingendolo su Ferrara. Macdonald investì poi il principe di Hohenzollern presso Modena e lo costrinse a ripararsi sulla riva opposta del Po, dopo avergli inflitto perdite per oltre 2 200 uomini sui 4 000 che comandava; anche Ott dovette ritirarsi dalle sue posizioni e arretrò verso Alessandria, dove si trovava Suvorov. Macdonald, pur ferito nello scontro da due fendenti di sciabola, minacciava ora le truppe alleate che assediavano Mantova. Il 14 riunì tutte le sue forze a Reggio, il 15 giunse a Parma e il giorno successivo a Piacenza; il 17 infine spinse la sua avanguardia fino al Tidone e fece ulteriormente arretrare Ott che si trovava tra questo fiume e la Trebbia.
Superata l'iniziale sorpresa per le fulminee azioni di Macdonald, Suvorov reagì prontamente: appresa la falsa notizia che Moreau stesse per ricevere rinforzi per un totale di 27 000 soldati, avrebbe voluto concentrare il maggior numero possibile di truppe per annientare quelle di Moreau e Macdonald diminuendo quello degli uomini impegnati nell'assedio delle fortezze ancora in mano francese; a tal scopo ordinò a Ott di dirigersi verso Alessandria per rinforzare Bellegarde e al generale Kray di rinunciare momentaneamente all'assedio di Mantova (lasciandolo solo a otto squadroni di cavalleria leggera e alle guarnigioni di Legnago, Verona e Peschiera) e spostarsi verso Piacenza. Ciò avrebbe garantito un rinforzo di 12 000 uomini ben addestrati alle truppe che erano nella zona di Alessandria e la disponibilità di una massa di circa 65 000 uomini presso Tortona. Ma ancora una volta gli interessi politici particolari degli austriaci ebbero il sopravvento sulle decisioni strategiche di Suvorov: più interessato a garantirsi il possesso delle roccaforti italiane che ad allargare il cerchio delle conquiste del feldmaresciallo, l'imperatore Francesco II ordinò al generale Kray di non abbandonare l'assedio di Mantova in nessun caso. A Suvorov non restò quindi che marciare egli stesso verso Piacenza, risoluto ad affrontare Macdonald con il grosso delle sue forze, ricacciando le sue avanguardie nuovamente oltre il Tidone che la notte del 17 era ormai l'ultima barriera naturale tra i due eserciti.

## La battaglia della Trebbia

### Primo giorno

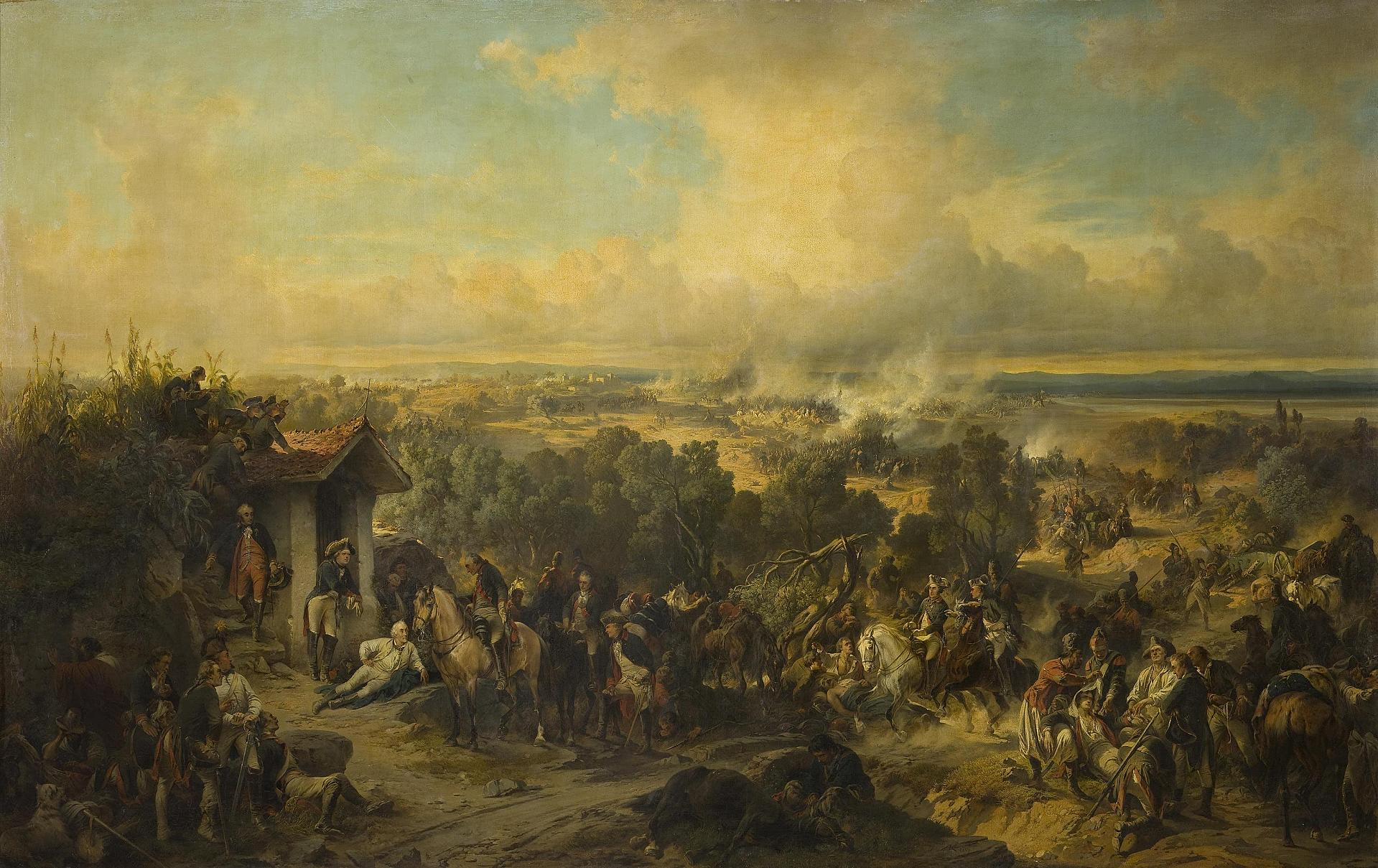
La battaglia della Trebbia, di Alexander Kotzebue

La mattina del 18 giugno vide i due generali fronteggiarsi con circa 33 000 uomini ciascuno. Suvorov dispose la sua armata su quattro colonne: due a sinistra al comando di Melas, con l'ordine di dirigersi verso Piacenza, due alla destra, composte dalle divisioni russe sotto il suo comando diretto, in direzione di Rivalta sulla Trebbia e San Giorgio Piacentino sul torrente Nure; spedì infine circa 2 000 uomini a riprendersi la posizione su Bobbio. Macdonald, ancora sofferente per la ferita subita nei combattimenti di Modena, era più vicino alla Trebbia che al Tidone e dispiegò a destra Olivier verso il Po con la cavalleria di Salm, al centro Montrichard e Victor e a sinistra i polacchi di Dąbrowski, con Watrin alla riserva. Secondo alcune fonti le forze di Watrin, Olivier e Montrichard impiegarono quella giornata marciando e non ebbero così modo di partecipare all'azione principale, riducendo così le forze attive di Mcdonald a soli 19 000 effettivi. Guadato il Tidone, gli alleati si trovarono così all'inizio in notevole vantaggio numerico e si scagliarono sull'ala sinistra del nemico travolgendo i polacchi, prima di essere temporaneamente fermati dall'accorrente Victor.
Nel frattempo i francesi retrocedevano prima a destra, poi al centro; il contrattacco dei cosacchi di Bagration nuovamente sulla sinistra costrinse infine i francesi a ritirarsi in disordine oltre la Trebbia. Poiché il letto del fiume era quasi asciutto, gli scontri continuarono a lungo anche dopo il tramonto e solo attorno alle 23:00 i comandanti riuscirono a interrompere quella che era stata un'inutile carneficina. Il risultato della prima giornata di combattimenti era stato sicuramente svantaggioso per i francesi: la loro ala sinistra aveva sofferto duramente ed era stata respinta dal campo di battaglia e ricacciata nuovamente sulla riva destra della Trebbia, ma in realtà non si era trattato affatto di una sconfitta decisiva e non un solo cannone era stato perso. Tuttavia Macdonald, sofferente per le ferite ricevute e febbricitante, cominciava a credere che Moreau l'avesse abbandonato e che ciò avrebbe potuto causare l'indomani il disastro dell'armata di Napoli.

### Secondo giorno
Nonostante l'insuccesso sul Tidone del 18 giugno e le precarie condizioni di salute, il 19 Macdonald si riorganizzò per attaccare nuovamente, portando circa 20/22 000 uomini e ventotto pezzi di artiglieria sulla riva sinistra della Trebbia; Suvorov aveva tuttavia ricevuto rinforzi e poteva contare su circa 40 000 soldati, sessantadue pezzi d'artiglieria e maggiori rifornimenti di munizioni. Tenendo la posizione al centro sotto il fuoco dei cannoni russi, solo alle 10:00 Macdonald fece avanzare le ali con l'intento di respingere il nemico sul Po e sui rilievi. Alla sinistra Dąbrowski e Rusca ebbero subito la meglio sulle truppe stremate di Bagration e costrinsero i russi a indietreggiare fino a impadronirsi di Casaliggio. Ma il successo fu solo temporaneo: alle 22:00 in soccorso dei russi arrivarono gli austriaci agli ordini di Dalheim con un grosso rinforzo, quindi Rosenberg con l'artiglieria leggera. I polacchi resistettero strenuamente finché la loro legione fu fatta a pezzi, ma molto gravi furono le perdite anche dall'altra parte.
Sul Po lo scontro era altrettanto sanguinoso: nonostante il duro fuoco di artiglieria di Melas, i francesi avevano oltrepassato la Trebbia attaccando Ott e incalzando vittoriosamente lungo il Po con la cavalleria l'estrema ala sinistra degli imperiali, composta da fanteria; solo l'intervento della cavalleria del principe Luigi I del Liechtenstein salvò il fianco sinistro alleato dalla rotta, investendo prima la fanteria francese e quindi fermandone la cavalleria. Nonostante che il contrattacco dell'artiglieria leggera di Olivier (gravemente ferito) riuscisse poco dopo a gettare scompiglio fra i soccorritori, la fanteria francese non ne approfittò e, travolti una seconda volta dall'offensiva, le truppe rivoluzionarie furono costrette a ritirarsi nuovamente al di qua della Trebbia. Al centro le cose per i francesi non andarono meglio: dopo le prime scariche di fucileria attraversarono il fiume e cominciarono i combattimenti corpo a corpo con le baionette e le sciabole, senza che una parte riuscisse ad avere la meglio sull'altra; la lotta fu risolta da un battaglione di cavalleria austriaca agli ordini del colonnello Lownehwer, che assalì il fianco della cavalleria di Montrichard scompigliandone le file e ributtandola al di là del fiume. Attorno alle 18:00 Suvorov intervenne e attaccò con impeto Victor, che riuscì comunque a ripiegare ordinatamente per quanto lo permettessero le circostanze.
L'ultima speranza di Macdonald era il generale Lapoype che discendeva da Bobbio: egli aveva ricevuto solo alle 11:00 l'ordine da Macdonald di unirsi ai combattimenti, ma durante la tardiva marcia di avvicinamento fu sorpreso dai russi, precedentemente inviati lì da Suvorov, e costretto a disperdere i propri uomini sui rilievi vicini per non farsi catturare. Al tramonto entrambi i contendenti si ritrovarono nelle identiche posizioni della notte prima e con pesanti perdite: 2 000 morti, almeno 7 000 feriti (compresi due generali di divisione) e oltre 3 000 soldati fatti prigionieri tra le file francesi, 5/6 000 i morti fra gli alleati e pochissimi i prigionieri. La situazione di Macdonald, al quale rimanevano solo 10 000 uomini abili contro gli oltre 30 000 di Suvorov, era critica.

### La ritirata di Macdonald
Nella tarda serata del 19 Macdonald, col favore delle tenebre e lasciando qualche schiera di volontari sulla riva della Trebbia ad accendere decine di fuochi per far credere al nemico di essere ancora accampato, cominciò a ritirarsi verso il Nure, mettendo fine ai due giorni di dura battaglia sulla Trebbia. Diresse una colonna in direzione di Lucca passando per la valle del Taro, un'altra in direzione di Pistoia passando nel modenese. Solo all'alba del 20 giugno Suvorov se ne avvide e ordinò immediatamente l'inseguimento:
(Suvorov - Ordine all'armata del 20 giugno 1799)
Il feldmaresciallo russo mosse gli austriaci di Melas verso Piacenza e i russi al comando di Rosenberg verso San Giorgio. Suvorov stesso partecipò all'inseguimento con i cavalleggeri, costringendo mezza brigata di Victor alla resa dopo un'ulteriore, ma inutile resistenza. A Piacenza Melas trovò diverse migliaia di soldati francesi feriti e catturò quattro generali e 354 ufficiali. Fonti coeve riportano che Suvorov, preso in città alloggio a Palazzo Scotti, visitò i feriti e i moribondi di ambo le parti ricoverati in condizioni precarie nella Basilica di S. Agostino, trasformata in ospedale, lodando il coraggio dei vinti, e fu in un primo momento accolto dalla popolazione al grido di «Evviva il vincitore!»; infastidito poi dalle lamentele dei cittadini riguardo alle molestie e alle rapine ai loro danni da parte dei cosacchi, pare che abbia permesso il saccheggio della città tra il 23 e il 24 giugno. Questi crimini e questi abusi furono in seguito efficacemente coperti dalle autorità austriache.
Solo le acque del fiume Arda in piena, che Macdonald era riuscito fortunosamente ad attraversare, fermarono infine l'inseguimento permettendogli di radunare le sue esauste forze, dividerle in tre divisioni ai comandi di Dąbrowski, Montrichard e Watrin e attraversare gli Appennini per riparare in Toscana presso Lucca, con l'intento di raggiungere quindi la riviera ligure di levante e ricongiungersi in ultimo a Moreau. L'8 luglio Macdonald lasciò Lucca con il grosso delle sue forze, inviò l'artiglieria pesante via mare e quella leggera con una carovana di muli verso Genova e, protetto sugli Appennini dalle truppe di Montrichard e Victor, marciò verso la città ligure nella quale giunse il 17 luglio con ben 14 000 uomini, che erano però in pessime condizioni fisiche e morali.
Nel frattempo i generali di Suvorov prendevano Parma, Reggio e Modena, mentre Bologna sarebbe caduta il 30 luglio sotto l'attacco di Klenau. La battaglia della Trebbia, una delle più importanti di tutta la campagna, si era conclusa con la totale disfatta dei repubblicani.

### Le manovre di Moreau
Mentre Macdonald era impegnato sulla Trebbia, Moreau non era rimasto inattivo e raccolti 14 000 uomini tra Voltaggio e Gavi li aveva organizzati in due divisioni al comando di Grenier (circa 9 500 soldati) e di Grouchy (4 500 effettivi). Il 17 giugno aveva marciato con Grouchy sulla strada maestra per Novi, mentre Grenier seguiva una strada secondaria lungo la valle di Serravalle Scrivia da dove il 18 giugno aveva cacciato gli austriaci. Il 19 giugno era quindi avanzato verso Tortona e il 20 aveva sconfitto Bellegarde a Marengo, facendogli perdere 3 000 uomini e ricacciandolo oltre la Bormida, quindi aveva liberato Tortona stessa dall'assedio. Contestualmente lo raggiunse un corriere di Lapoype con la notizia della sconfitta di Macdonald e della sua completa ritirata e quindi Moreau abbandonò ogni residua speranza di riuscire a ricongiungersi con questi. In ogni caso scelse di rimanere temporaneamente sulle sue posizioni per tentare almeno di distogliere l'attenzione di Suvorov e favorire il ripiegamento di Macdonald. Più tardi avrebbe ricordato: 
(Jean Moreau)
Le previsioni del generale francese furono corrette: Suvorov infatti lasciò Ott a controllare le mosse di Macdonald e tornò indietro verso Scrivia e la Bormida, risoluto a debellare del tutto la minaccia rappresentata da Moreau: 
(Suvorov)
Raggiunto il suo scopo Moreau si ritirò nuovamente verso il valico della Bocchetta, lasciando presidi trincerati al suo imbocco e a Serravalle.

## La conquista delle fortezze francesi

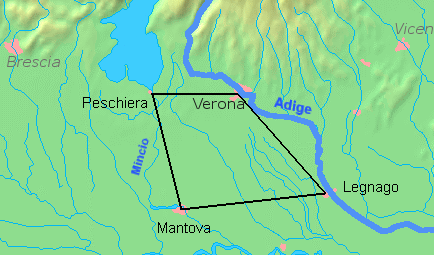
Le quattro fortezze del Quadrilatero

A questo punto della campagna i francesi avevano perduto sette battaglie campali, le fortezze di Peschiera e Pizzighettone, Milano, Torino e tutta l'Italia da Napoli a Milano. Conservavano Tortona, Alessandria, Cuneo ma soprattutto la fortezza di Mantova, conquistata due anni prima dal generale Bonaparte, forte di un presidio di 10 000 uomini che al momento rappresentava l'unica speranza di riconquista futura del Nord Italia.
Il 25 giugno Suvorov giunse sulla Scrivia, il 27 si accampò sull'Orba e occupò Novi e Ovada, ridispose l'assedio su Tortona e ordinò a Bellegarde, al comando di circa 20 000 uomini e con 130 pezzi di artiglieria pesante, di cominciare quello su Alessandria, presidiata dal generale Gardanne con 2 200 francesi e 400 cisalpini; sotto intensi cannoneggiamenti durati giorni, questi si sarebbe arreso solo il 22 luglio con meno di 1 000 uomini superstiti. Frattanto il 26 giugno Suvorov comprese che Moreau gli era di nuovo sfuggito e si era rifugiato dietro gli Appennini. Sfumata la possibilità di una risolutiva battaglia campale, si concentrò sulla fortezza di Mantova e le altre guarnigioni nemiche nei territori da lui occupati.

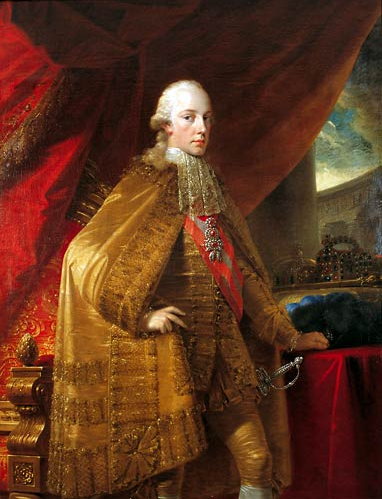
Francesco II dopo l'incoronazione imperiale, 1792. Olio su tela

In realtà Suvorov avrebbe voluto continuare l'offensiva fino a Genova, convinto che ormai i francesi non fossero più in grado di opporsi efficacemente alla sua armata e che avrebbe potuto cacciarli anche dalla riviera ligure per poi marciare verso Nizza e la Provenza. Tuttavia i propositi del comandante russo continuavano a essere contrastati dalle interferenze di Vienna: già in una lettera del 21 giugno l'imperatore Francesco II gli aveva ingiunto di fermare la sua avanzata ordinandogli di concentrarsi invece sulle fortezze lombarde. Nonostante i trionfalistici rapporti di Suvorov a Vienna sulle vittorie ottenute e il suo consiglio di marciare verso sud, sbaragliare le deboli forze rivoluzionarie e rivolgersi verso la Francia, il 10 luglio questi ricevette una sorta di ultimatum con cui gli si impediva di utilizzare ulteriormente le armate austriache per altro compito che non fosse quello di riconquistare le fortezze ancora in mano francese:
(Francesco II d'Asburgo-Lorena)
Lo scopo dell'imperatore austriaco era chiaro: osteggiare i piani di Suvorov (e della Russia) per favorire la propria politica egemonica in Nord Italia.
Il feldmaresciallo si sottomise e incrementò le forze assedianti di Kray a Mantova, già forti di 29 000 uomini, a ben 40 000. Il generale austriaco poté inoltre avvalersi di parte dei cannoni sottratti all'arsenale di Torino e di una flotta, presa ai francesi sul Lago di Garda e fatta scendere appositamente dal Mincio per contribuire ai bombardamenti, schierando un totale di 600 bocche da fuoco. Il cannoneggiamento sulla guarnigione francese, forte di 11 000 uomini iniziò il 10 luglio e fu intensissimo fino al 21, quando Kray intimò di nuovo la resa ai francesi dimostrando loro che ogni resistenza era ormai inutile, perché non potevano aspettarsi più alcun aiuto dalle armate di Macdonald, ormai riparate oltre l'Appennino. Il 28 luglio il comandante francese Foissac-Latour firmò la capitolazione.
La resa di Mantova permetteva a Suvorov di richiamare Kray con 20 000 uomini nuovamente sulla Bormida per dare battaglia ai francesi. Nel frattempo il 5 agosto rafforzò l'assedio alla fortezza di Tortona e il 7 prese quella di Serravalle, in posizione strategica sulla Scrivia al fine di portarsi sugli Appennini per il valico della Bocchetta.

## Le reazioni in Francia e l'invio in Italia di Joubert

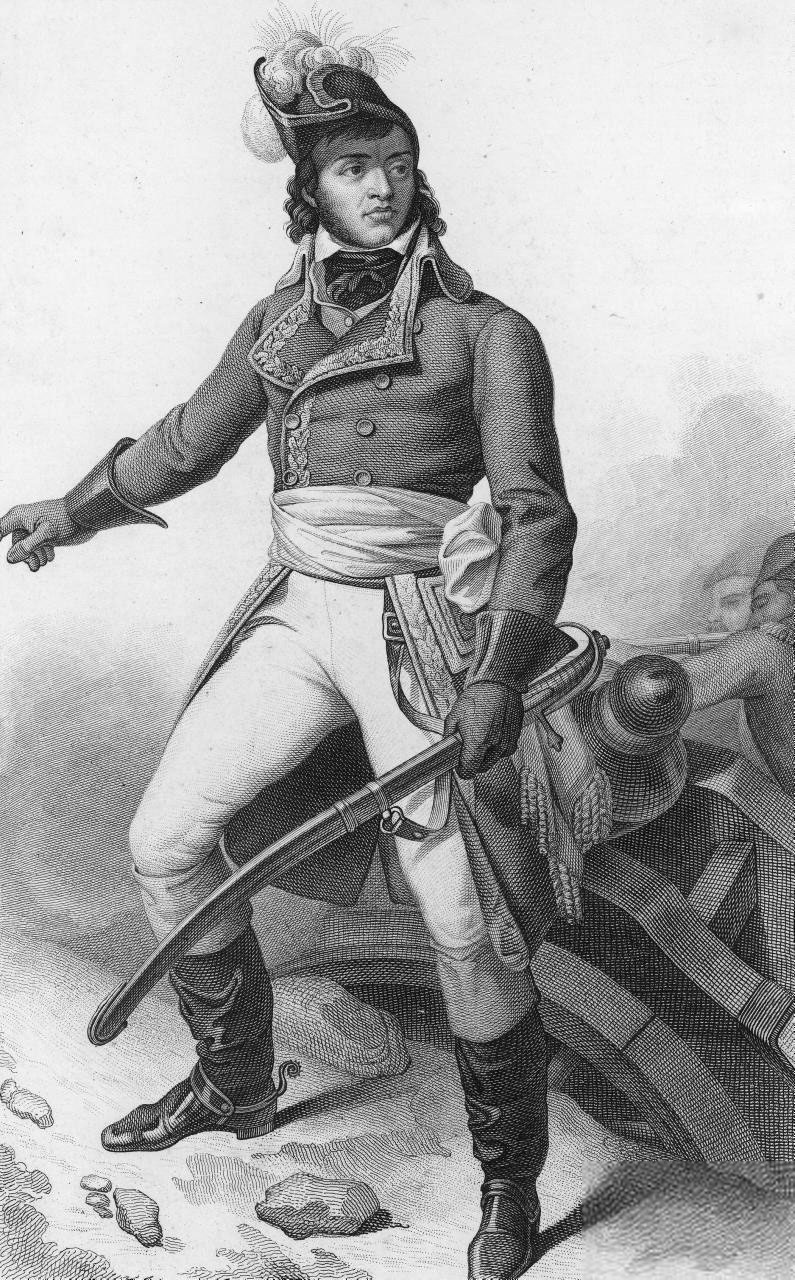
Il generale Barthélemy Catherine Joubert

La disfatta in Italia provocò in Francia un vero terremoto politico tra accuse di tradimento, insinuazioni di corruzione dei generali, recriminazioni sulla condotta militare tenuta, sospetti di scarso entusiasmo rivoluzionario anche sulla persona di Moreau; l'opinione pubblica non si capacitava di come alle costanti e numerose vittorie degli anni precedenti, fosse potuta seguire una tale serie di cocenti sconfitte. Per contrastare gli alleati che minacciavano le frontiere stesse della Repubblica il Direttorio, in quello che fu ricordato come il "Colpo di Stato del 30 Pratile, Anno VII", il 18 giugno del 1799, sostituì tre dei suoi cinque quinqueviri con l'inserimento di Louis Gohier, Pierre Roger-Ducos e Jean-François Moulin, considerati fedeli repubblicani e più legati alla parte giacobina; ricorse a una nuova coscrizione obbligatoria arruolando 500 000 uomini; congedò tutti i vecchi comandanti delle armate sostituendoli con generali ritenuti capaci di proseguire la guerra con maggiore energia.
Il generale Jean-Baptiste Bernadotte divenne ministro della guerra, il generale Jean Étienne Championnet venne prosciolto dalle accuse per il suo comportamento tenuto precedentemente a Napoli e messo a capo dei 50 000 uomini previsti per l'Armata delle Alpi, il generale Barthélemy Catherine Joubert assunse il comando dell'Armata d'Italia e dei 70 000 uomini che sarebbero stati inviati a Genova, sostituendo il generale Moreau che però, su espresso desiderio di Joubert, sarebbe rimasto con l'armata come consigliere e vice-comandante. Infine il generale Andrea Massena fu inviato in Svizzera con la promessa di comandare 90 000 soldati. In realtà il numero di effettivi assegnato ai generali per le operazioni si rivelerà sensibilmente più basso di quanto garantito e molti uomini si riveleranno inesperti di pratiche militari nonché carenti di addestramento.
Il generale Joubert lasciò Parigi il 15 luglio e arrivò a Genova tra il 5 e il 6 agosto e, nonostante che il numero di truppe non fosse quello promesso dal Direttorio e il loro stato fosse per molti versi disastroso, si trovò comunque al comando di una ragguardevole quantità di uomini: trovò infatti i veterani di Moreau, i 13 000 che Macdonald era riuscito a portare dalla Toscana e rinforzi dalla Vandea e da Brest portati dalla flotta francese, per un totale di circa 45 000 soldati. L'esercito era però carente di approvvigionamenti, cavalli e munizioni; inoltre gli uomini non venivano pagati da mesi e le diserzioni avrebbero man mano ulteriormente indebolito l'armata rivoluzionaria. Gli ordini del Direttorio erano perentori: Joubert doveva liberare Tortona e piegare a sinistra mentre Championnet sarebbe disceso dalle Alpi per insidiare Torino, i due eserciti si sarebbero quindi dovuti riunire a Cuneo. Joubert riconfermò la volontà di mantenere Moreau al suo fianco come consigliere e nominò Louis Gabriel Suchet come capo di stato maggiore.

## La battaglia di Novi

### L'offensiva francese

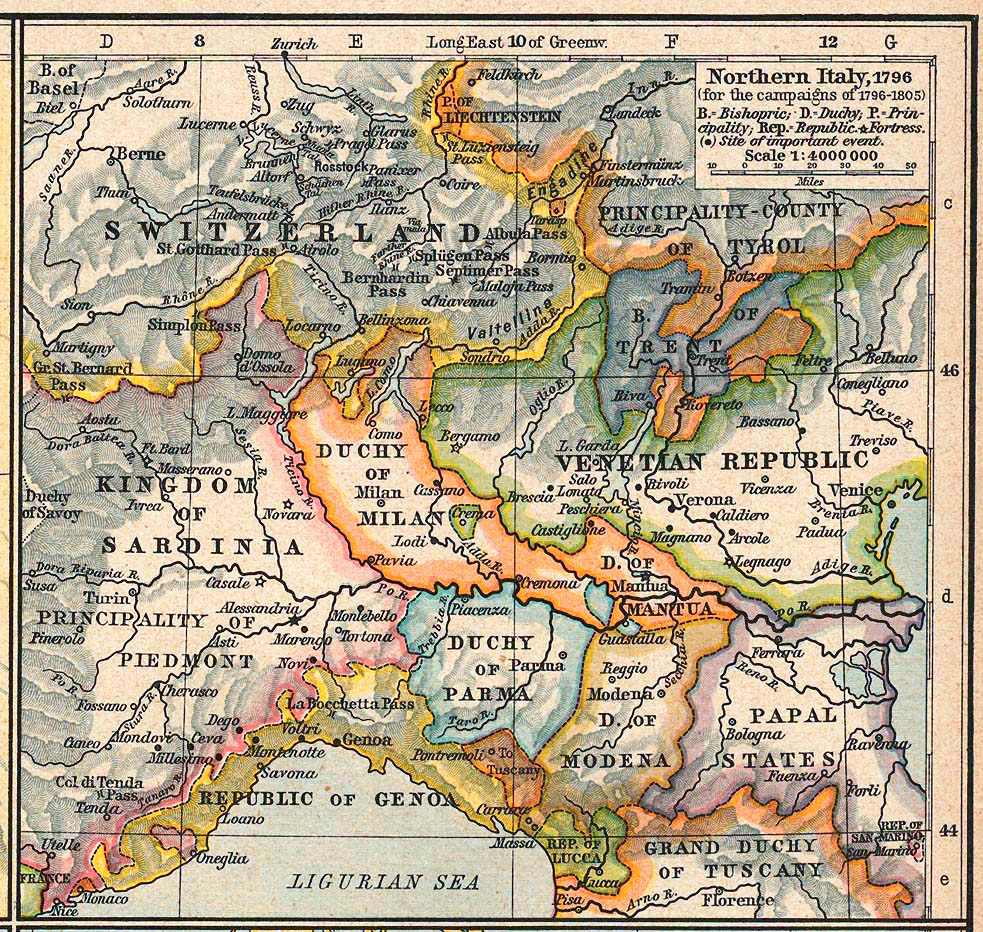
Mappa del Nord Italia del 1796 con Novi e il passo della Bocchetta

Appresa solo il 12 agosto la notizia della caduta di Mantova ma ritenutala infondata, il 13 agosto il generale Joubert decise comunque di muoversi immediatamente. Divise le sue forze in tre colonne, superò l'Appennino dal valico della Bocchetta, respinse le prime avanguardie austro-russe di Bellegarde presso Acqui, occupò Serravalle e, nuovamente riunite le forze, si posizionò saldamente a Novi occupandone piazze e strade: il suo centro era protetto dalle mura della città stessa, all'ala destra i 17 000 soldati del generale Laurent de Gouvion-Saint-Cyr erano difesi dai rilievi di Monterotondo, alla sinistra i 18 000 di Pérignon dalla rive scoscese del torrente Lemme; a queste forze si dovevano aggiungere i circa 3 500 uomini di Miollis attestati sulla parte orientale della riviera ligure. Per contro i viveri scarseggiavano e le truppe cominciarono a patire la fame.
Suvorov era inizialmente inconsapevole dell'avanzata francese e ricevette solo scarne informazioni riguardo alle loro incursioni sullo Scrivia ma, dopo i primi rapporti di Bellegarde, si convinse che dopo mesi di inattività i transalpini stavano disponendosi per affrontarlo in una nuova battaglia e aveva quindi fatto in modo di attirarli nel campo da lui preferito, facendo artatamente ritirare i cosacchi di Bagration proprio tra Tortona e Novi, senza ingaggiare il nemico. Lui stesso si mosse col grosso delle sue forze e la sera del 14, nella piana tra l'Orba e lo Scriva, presentava al sorpreso Joubert una forza di circa 50 000 uomini contro i circa 35 000 francesi pronti al combattimento, ma soprattutto godeva di una grande superiorità di cavalleria: 9 000 contro 2 000. Il comandante russo dispose Bellegarde e Kray alla destra, le divisioni russe con Bagration e Förster al centro, e Melas alla sinistra.
La stessa notte i francesi tennero un consiglio di guerra per decidere se dare battaglia o ritirarsi a Genova. Appurata la soverchiante forza avversaria, i generali Saint-Cyr e Pérignon erano del parere che fosse necessario ritornare sulla riviera e, come da piani iniziali, concertarsi con le truppe di Championnet che sarebbero dovute scendere dalle Alpi. Moreau parlò per ultimo osservando che l'incolmabile inferiorità numerica della cavalleria francese rispetto a quella alleata, specialmente su un campo di battaglia pianeggiante ed esteso come quello su cui si accingevano ad affrontare il nemico, poteva trasformarsi l'indomani in una disfatta totale. Joubert, che aveva giurato alla moglie che sarebbe tornato solo vittorioso o morto, decise di prendere tempo e di posticipare la sua decisione al mattino dopo: il risultato fu che la mattina del 15 le truppe francesi si ritrovarono senza ordini chiari e piani precisi per la battaglia. Suvorov, come da sua indole, non aveva avuto alcun dubbio e durante la notte aveva già disposto le sue truppe per dare battaglia appena fosse spuntata l'alba, incoraggiando i suoi comandanti così: 
(Suvorov - Ordini alle truppe austriache, 14 agosto 1799)

### La controffensiva di Suvorov

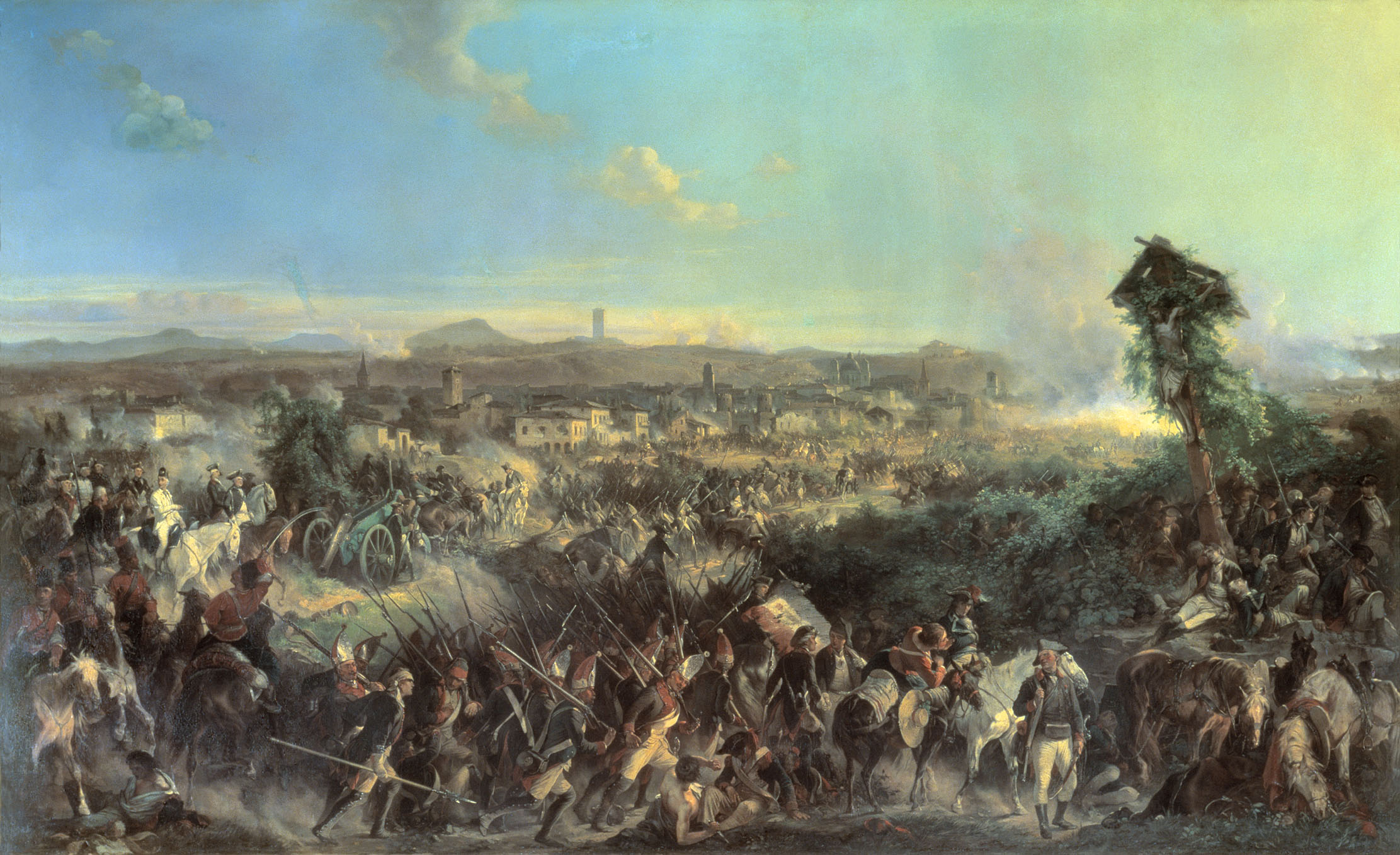
La battaglia di Novi di Alexander Kotzebue (1815-1889)

Alle 05:00 del 15 agosto l'ala destra al comando di Kray con 27 000 uomini divisi in due colonne, con Bellegarde a destra e Ott a sinistra, si mosse verso i francesi venendo inizialmente per due volte respinta dal generale di divisione Pérignon. Joubert stesso aveva nel frattempo raggiunto la zona del combattimento per incitare i suoi uomini ma fu quasi subito colpito al petto e ucciso da una palla di fucile, sparata secondo fonti coeve da un cacciatore tirolese, mentre a cavallo, alla testa delle truppe, dava l'ordine di avanzare. La notizia della sua morte fu tenuta nascosta all'armata francese; il comando passò al generale Moreau che immediatamente richiese rinforzi a Saint-Cyr e nonostante un momentaneo successo, per timore di essere accerchiato, impedì che gli austriaci venissero inseguiti.

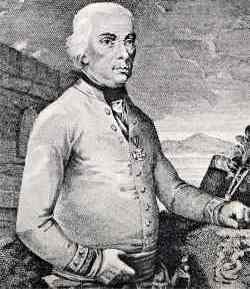
Il generale Michael von Melas, comandante delle forze austriache in Italia

La battaglia si mantenne in equilibrio almeno fino alle 08:00 e quasi in inattività al centro e sull'altra ala. Attorno alle 09:00 Suvorov decise di attaccare con le truppe russe le posizioni francesi al centro presso Novi, in modo anche da alleggerire la pressione a sinistra su Kray, ma i tre sanguinosi assalti condotti dai dieci battaglioni di Bagration e Michail Andreevič Miloradovič vennero respinti dalla tenace resistenza dei repubblicani. Nel pomeriggio, dopo sette ore di aspri combattimenti, gli alleati non erano ancora riusciti a sfondare le linee francesi, finché il feldmaresciallo non dette l'ordine a Melas di abbandonare la sua posizione a Rivalta e assaltare il fianco destro dei francesi, mentre al centro i cosacchi di Bagration avrebbero rinnovato l'attacco a Novi e Kray avrebbe contrattaccato sul fianco sinistro.
Questo fu il momento decisivo della battaglia: dopo una prima fase di grande incertezza, durante la quale lo stesso Suvorov temette di essere in procinto di venire sconfitto, Melas giunse sul campo di battaglia con i suoi 14 000 uomini: lasciando una parte delle sue forze al centro, marciò sulla sponda dello Scrivia e riuscì ad aggirare i francesi impadronendosi del campo a Serravalle, infine divise le sue forze in tre colonne e li assalì di fronte, al fianco e alle spalle sbaragliandoli. Nel frattempo Bagration riuscì finalmente a sfondare anch'egli, dilagando verso Novi, catturando molti prigionieri e minacciando di tagliare definitivamente fuori l'ala destra francese; tuttavia diverse centinaia di francesi formarono numerose sacche di resistenza combattendo casa per casa fino a tarda notte.
Alle 18:00 Bagration si era comunque assicurato il controllo della cittadina, mentre i resti dell'armata francese si davano disordinatamente alla fuga abbandonando armi, cannoni e approvvigionamenti sotto il fuoco diretto dell'artiglieria. Le fonti riportano che durante questi violenti combattimenti i russi uccisero anche chi si arrendeva e non fecero alcun prigioniero. Più tardi, dopo una vana resistenza, vennero feriti e catturati i generali di divisione Grouchy e Pérignon, quelli di brigata Louis Partouneaux e Colli e almeno 4 000 francesi. Le perdite da una parte e dall'altra furono in seguito stimate in circa 25 000 tra morti, feriti e prigionieri e, a testimonianza della strenua resistenza dei francesi, le vittime furono in maggioranza tra le file austriache e in numero più elevato tra i russi. L'armata francese aveva comunque subito una disfatta completa: l'ala destra era stata totalmente dispersa, della sinistra non erano rimasti che gruppi sbandati, il comandante in capo era stato ucciso e quattro generali catturati; i francesi lasciarono sul campo trentasette cannoni e ventotto carri di munizioni e polvere da sparo, almeno 1 500 morti e 8 000 tra feriti e prigionieri, cioè tra un quarto e un terzo degli effettivi.

### La ritirata di Moreau
A Moreau non restò dunque che ordinare la ritirata generale, ma nel frattempo il principe di Liechtenstein Luigi I aveva tagliato le vie di fuga da Novi verso Gavi e solo Saint-Cyr riuscì a riparare in buon ordine verso gli impervi sentieri di Pasturana e Tassarolo. Suvorov scrisse: 
(Suvorov allo zar Paolo I - Corrispondenza di Suvorov, 25 agosto 1799, pag. 277)
Il giorno seguente Moreau riuscì a riordinare le file superstiti della sua armata e si dispose tra Millesimo e la Bocchetta. Suvorov avrebbe voluto riprendere l'inseguimento dei francesi, ma non poté far altro che prendere atto del fatto che le sue truppe erano totalmente esauste e incapaci di avanzare ulteriormente; inoltre era preoccupato dall'arrivo dalle Alpi del generale Championnet, che minacciava ora la sua retroguardia, anche se la mattina del 17 agosto a Gavi avvenne un breve combattimento fra i resti dell'esercito francese in ritirata e l'avanguardia russa del generale Andrei Grigoryevich Rosenberg e 130 francesi furono catturati. Moreau poté quindi approfittare dell'arresto delle forze russe e riuscì ad attraversare indisturbato il passo sugli Appennini ritornando sulla riviera ligure con gli uomini rimastigli. Il comandante russo si concentrò quindi sulla presa della fortezza di Tortona che, nonostante un timido tentativo di soccorso portato da Moreau il 7 settembre, sarebbe caduta il 10 dello stesso mese.

## Conseguenze politiche e strategiche delle vittorie di Suvorov

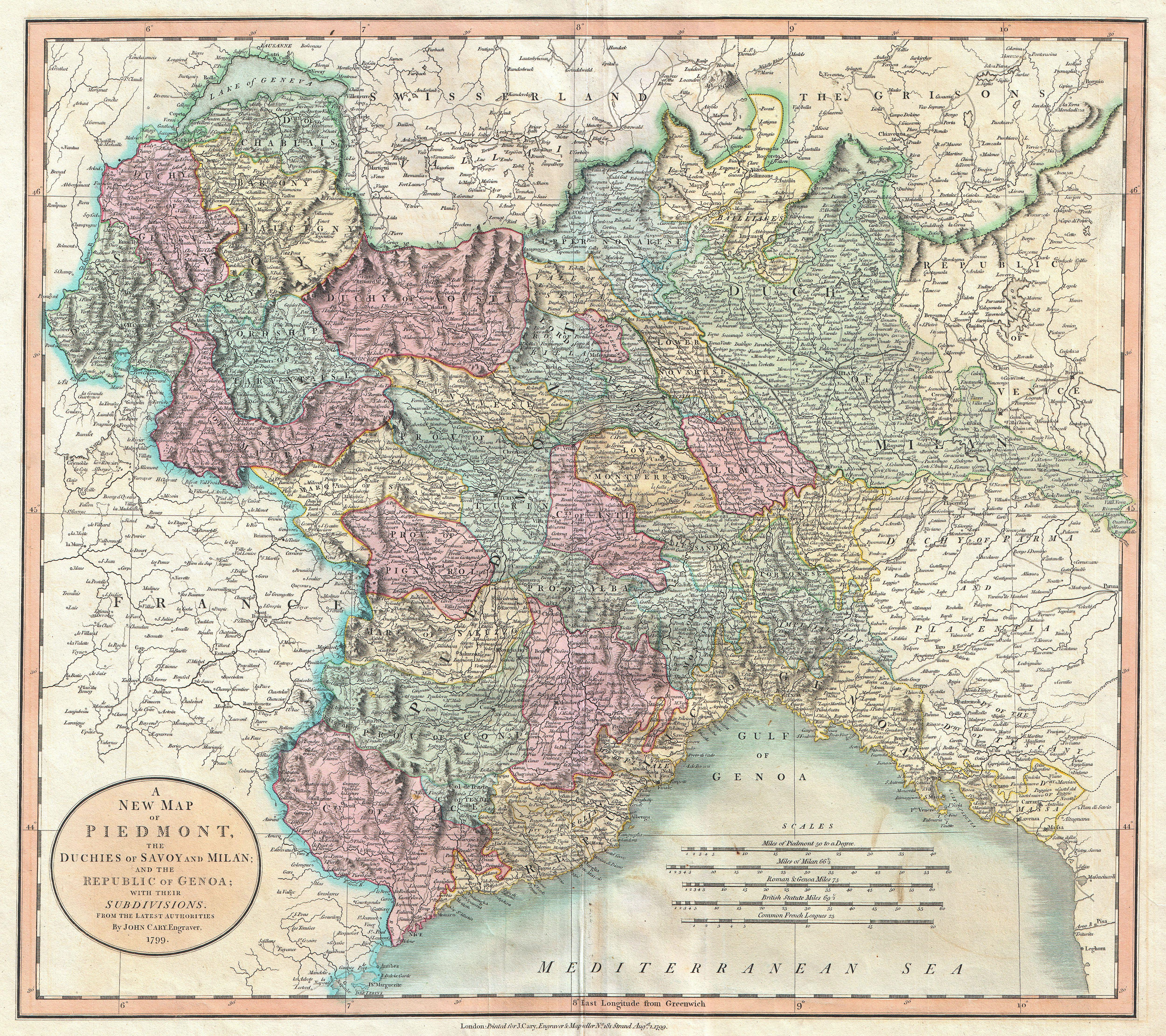
Il Piemonte, la Lombardia e la Liguria nel 1799

La campagna d'Italia, culminata col netto successo nella battaglia di Novi, diede agli alleati una vittoria apparentemente decisiva: l'armata francese fu pressoché distrutta, perse oltre 11 000 uomini tra morti, feriti e prigionieri tra i quali ben quattro generali, ottantaquattro ufficiali, quattro bandiere di guerra e grandi quantità di artiglieria, munizioni e scorte. Le perdite furono però pesanti anche per gli austro-russi, tanto che Suvorov non fu immediatamente capace di portare le ostilità in Liguria, che rimase quasi per intero in mano alla Francia. Ben maggiori si dimostrarono però le conseguenze politiche che portarono al deterioramento della cooperazione tra gli alleati.
Era solo questione di tempo perché Suvorov, che dopo le sue vittorie aveva ottenuto dallo zar il titolo di "Principe d'Italia" (Knjaz Italijski - in russo Князь Италийский?) e veniva ormai chiamato Italiski ("l'Italico"), scacciasse le ultime resistenze francesi in Piemonte e riprendesse la sua marcia per invadere la riviera ligure. Ciò innescò da un lato la preoccupazione dei britannici che la Russia si affacciasse pericolosamente sui porti del Mediterraneo ma soprattutto quella degli austriaci, che vedevano nei successi dei russi e nell'ingerenza dello zar Paolo I una concreta minaccia alla loro influenza futura nel Nord Italia.
Essi preferivano perdere il supporto militare russo in Piemonte piuttosto che il vantaggio politico che sarebbe loro venuto al tavolo della pace, quando si sarebbero presentati come gli unici occupanti dello stato sabaudo dal quale, inoltre, sarebbero potuti entrare facilmente da soli in Francia con le loro truppe. Ulteriore interesse a distogliere la Russia dall'Italia e a spostare altrove il baricentro delle operazioni militari avevano gli inglesi, per le loro motivate preoccupazioni che la Francia repubblicana potesse utilizzare la notevole flotta olandese per minacciare direttamente la Gran Bretagna; per impedirlo caldeggiavano quindi la necessità di aprire un nuovo fronte bellico nella Repubblica Batava.
La moderna storiografia non nega tuttavia che, al di là delle decisioni di quella che Carl von Clausewitz definì una «politica dalle vedute limitate» da parte di britannici e austriaci, mirante semplicemente a evitare una scomoda presenza russa in Italia e nel Mediterraneo e a soddisfare esigenze particolari, ci fossero in questi piani degli evidenti vantaggi militari. Gli inglesi ritenevano realmente la Svizzera il territorio ideale per un piano d'invasione della Francia e gli austriaci erano più preoccupati delle truppe francesi concentrate lungo il Reno che di quelle superstiti in Italia; passando a una più prudente tattica difensiva nel nord della penisola, gli austriaci se ne assicuravano comunque il dominio e potevano liberare forze da impiegare in Germania. Anche per i francesi il territorio elvetico era di vitale importanza, infatti il controllo dell'altopiano svizzero consentiva loro due sbocchi strategici: uno permetteva di aggirare la Foresta Nera e dilagare facilmente nell'alto Danubio, l'altro attraverso i passi alpini del Canton Vallese portava direttamente nel Nord Italia.

### Lo spostamento dell'armata russa in Svizzera

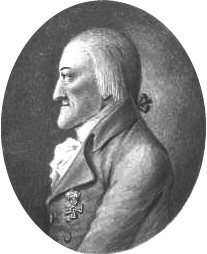
Giovanni Amadeo Francesco di Paola Thugut, di J. A. Ecker

Nonostante in teoria Suvorov rispondesse direttamente allo zar, il Consiglio aulico austriaco e il cancelliere Thugut gli ordinarono di cedere il comando al generale Melas, abbandonare l'Italia e muovere per la Svizzera dove la sua armata si sarebbe dovuta congiungere alle nuove forze russe al comando del generale Korsakov, in arrivo dalla Galizia. Le manovre in Svizzera si sarebbero dovute svolgere di concerto con l'imminente invasione anglo-russa dell'Olanda: mentre gli inglesi del duca di York e i russi, al comando del generale Johann Hermann von Fersen, si preparavano a sbarcare in Olanda, per sostenere questa spedizione l'arciduca Carlo avrebbe dovuto spostarsi dalla confederazione elvetica verso Magonza marciando lungo il Reno; l'esercito austriaco di Melas avrebbe presidiato il Piemonte e si sarebbe impadronito di Cuneo.
Le ultime rimostranze di Suvorov, che aveva definito "fuori di testa" Thugut per la strategia proposta, furono messe a tacere il 25 agosto da una lettera dell'imperatore austriaco che gli ordinava perentoriamente di abbandonare i propositi di attaccare i francesi a Genova, di attraversare invece immediatamente le Alpi e lanciare un'offensiva partendo dalla Svizzera. Il 4 settembre Suvorov informò lo zar che stava per muoversi verso la Svizzera, non mancando di lamentare come fin dall'inizio della campagna gli austriaci fossero stati sempre riluttanti a sostenerlo, lenti a rispondere ai suoi ordini e del tutto inefficienti a soddisfare le richieste di approvvigionamenti e munizioni. L'11 settembre, subito dopo la presa di Tortona, si mise in marcia spedendo bagagli, equipaggiamenti e artiglieria pesante via Como e Verona affinché arrivassero in Svizzera presso Coira nei Grigioni e dal Tirolo verso Feldkirch, mentre egli con circa 27 000 uomini, inclusi quasi 16 000 fanti e oltre 3 500 cosacchi, prese la via di Varese per Bellinzona dando inizio alla campagna elvetica.